# Lista över fornlämningar i Karlskrona kommun
Lista över fornlämningar i Karlskrona kommun är en förteckning av ett urval av de fornlämningar som finns i Karlskrona kommun.

## Aspö
| Namn                               | Lämningstyp    | Tillkomsttid | Historisk indelning | Plats | Läge                 | ID-nr          | Bild                                      |
| ---------------------------------- | -------------- | ------------ | ------------------- | ----- | -------------------- | -------------- | ----------------------------------------- |
| Drottningskärs kastell (Aspö 12:1) | Fästning/skans |              | Aspö, Blekinge      |       | 56.110585, 15.563601 | 10098500120001 | Ladda upp en till bild av detta fornminne |

## Augerum
| Namn          | Lämningstyp                 | Tillkomsttid | Historisk indelning | Plats | Läge                 | ID-nr          | Bild                                      |
| ------------- | --------------------------- | ------------ | ------------------- | ----- | -------------------- | -------------- | ----------------------------------------- |
| Augerum 11:1  | Grav markerad av sten/block |              | Augerum, Blekinge   |       | 56.265487, 15.730898 | 10098600110001 | Ladda upp en bild av detta fornminne      |
| Augerum 13:1  | Gravfält                    |              | Augerum, Blekinge   |       | 56.254215, 15.717997 | 10098600130001 | Ladda upp en bild av detta fornminne      |
| Augerum 14:1  | Stensättning                |              | Augerum, Blekinge   |       | 56.255141, 15.717518 | 10098600140001 | Ladda upp en bild av detta fornminne      |
| Augerum 17:1  | Röse                        |              | Augerum, Blekinge   |       | 56.257228, 15.718577 | 10098600170001 | Ladda upp en bild av detta fornminne      |
| Augerum 18:1  | Grav markerad av sten/block |              | Augerum, Blekinge   |       | 56.228540, 15.690219 | 10098600180001 | Ladda upp en bild av detta fornminne      |
| Augerum 19:1  | Grav markerad av sten/block |              | Augerum, Blekinge   |       | 56.233524, 15.689166 | 10098600190001 | Ladda upp en bild av detta fornminne      |
| Augerum 22:1  | Röse                        |              | Augerum, Blekinge   |       | 56.207844, 15.677445 | 10098600220001 | Ladda upp en bild av detta fornminne      |
| Augerum 24:1  | Gravfält                    |              | Augerum, Blekinge   |       | 56.204255, 15.671764 | 10098600240001 | Ladda upp en till bild av detta fornminne |
| Augerum 25:1  | Gravfält                    |              | Augerum, Blekinge   |       | 56.202719, 15.676590 | 10098600250001 | Ladda upp en bild av detta fornminne      |
| Augerum 26:1  | Stensättning                |              | Augerum, Blekinge   |       | 56.201432, 15.680062 | 10098600260001 | Ladda upp en bild av detta fornminne      |
| Augerum 31:1  | Hög                         |              | Augerum, Blekinge   |       | 56.211663, 15.662332 | 10098600310001 | Ladda upp en bild av detta fornminne      |
| Augerum 32:1  | Stenkrets                   |              | Augerum, Blekinge   |       | 56.200114, 15.650330 | 10098600320001 | Ladda upp en bild av detta fornminne      |
| Augerum 34:1  | Röse                        |              | Augerum, Blekinge   |       | 56.207589, 15.648708 | 10098600340001 | Ladda upp en bild av detta fornminne      |
| Augerum 35:1  | Röse                        |              | Augerum, Blekinge   |       | 56.208324, 15.648009 | 10098600350001 | Ladda upp en bild av detta fornminne      |
| Augerum 36:1  | Röse                        |              | Augerum, Blekinge   |       | 56.208024, 15.646474 | 10098600360001 | Ladda upp en bild av detta fornminne      |
| Augerum 39:1  | Röse                        |              | Augerum, Blekinge   |       | 56.307850, 15.718024 | 10098600390001 | Ladda upp en bild av detta fornminne      |
| Augerum 40:1  | Röse                        |              | Augerum, Blekinge   |       | 56.195319, 15.665364 | 10098600400001 | Ladda upp en bild av detta fornminne      |
| Augerum 41:1  | Röse                        |              | Augerum, Blekinge   |       | 56.194421, 15.668707 | 10098600410001 | Ladda upp en bild av detta fornminne      |
| Augerum 43:1  | Grav markerad av sten/block |              | Augerum, Blekinge   |       | 56.222550, 15.656799 | 10098600430001 | Ladda upp en bild av detta fornminne      |
| Augerum 43:2  | Grav markerad av sten/block |              | Augerum, Blekinge   |       | 56.222648, 15.656715 | 10098600430002 | Ladda upp en bild av detta fornminne      |
| Augerum 46:1  | Röse                        |              | Augerum, Blekinge   |       | 56.223741, 15.634919 | 10098600460001 | Ladda upp en bild av detta fornminne      |
| Augerum 48:1  | Gravfält                    |              | Augerum, Blekinge   |       | 56.208922, 15.643981 | 10098600480001 | Ladda upp en bild av detta fornminne      |
| Augerum 58:1  | Röse                        |              | Augerum, Blekinge   |       | 56.269235, 15.765967 | 10098600580001 | Ladda upp en bild av detta fornminne      |
| Augerum 64:2  | Grav markerad av sten/block |              | Augerum, Blekinge   |       | 56.399217, 15.704554 | 10098600640002 | Ladda upp en bild av detta fornminne      |
| Augerum 98:1  | Röse                        |              | Augerum, Blekinge   |       | 56.212482, 15.651877 | 10098600980001 | Ladda upp en bild av detta fornminne      |
| Augerum 149:1 | Stensättning                |              | Augerum, Blekinge   |       | 56.162930, 15.666291 | 10098601490001 | Ladda upp en bild av detta fornminne      |
| Augerum 149:2 | Grav markerad av sten/block |              | Augerum, Blekinge   |       | 56.162861, 15.666239 | 10098601490002 | Ladda upp en bild av detta fornminne      |
| Augerum 149:3 | Stensättning                |              | Augerum, Blekinge   |       | 56.163025, 15.666134 | 10098601490003 | Ladda upp en bild av detta fornminne      |
| Augerum 149:4 | Grav markerad av sten/block |              | Augerum, Blekinge   |       | 56.162963, 15.667307 | 10098601490004 | Ladda upp en bild av detta fornminne      |
| Augerum 150:1 | Röse                        |              | Augerum, Blekinge   |       | 56.209359, 15.651614 | 10098601500001 | Ladda upp en bild av detta fornminne      |
| Augerum 220   | Hällristning                |              | Augerum, Blekinge   |       | 56.206147, 15.650135 | 12000000100280 | Ladda upp en bild av detta fornminne      |
| Augerum 221   | Hällristning                |              | Augerum, Blekinge   |       | 56.205706, 15.651562 | 12000000100282 | Ladda upp en bild av detta fornminne      |
| Augerum 222   | Hällristning                |              | Augerum, Blekinge   |       | 56.213276, 15.655348 | 12000000100284 | Ladda upp en bild av detta fornminne      |
| Augerum 223   | Hällristning                |              | Augerum, Blekinge   |       | 56.202000, 15.673789 | 12000000100286 | Ladda upp en bild av detta fornminne      |
| Augerum 224   | Hällristning                |              | Augerum, Blekinge   |       | 56.212684, 15.655437 | 12000000100288 | Ladda upp en bild av detta fornminne      |
| Augerum 225   | Hällristning                |              | Augerum, Blekinge   |       | 56.202048, 15.674579 | 12000000100290 | Ladda upp en bild av detta fornminne      |
| Augerum 226   | Hällristning                |              | Augerum, Blekinge   |       | 56.211159, 15.651953 | 12000000100292 | Ladda upp en bild av detta fornminne      |
| Augerum 227   | Hällristning                |              | Augerum, Blekinge   |       | 56.200260, 15.678461 | 12000000100294 | Ladda upp en bild av detta fornminne      |
| Augerum 228   | Hällristning                |              | Augerum, Blekinge   |       | 56.208414, 15.652079 | 12000000100296 | Ladda upp en bild av detta fornminne      |
| Augerum 229   | Hällristning                |              | Augerum, Blekinge   |       | 56.202163, 15.685074 | 12000000100298 | Ladda upp en bild av detta fornminne      |
| Augerum 230   | Hällristning                |              | Augerum, Blekinge   |       | 56.208919, 15.654867 | 12000000100300 | Ladda upp en bild av detta fornminne      |
| Augerum 232   | Hällristning                |              | Augerum, Blekinge   |       | 56.210564, 15.651629 | 12000000100304 | Ladda upp en bild av detta fornminne      |
| Augerum 233   | Hällristning                |              | Augerum, Blekinge   |       | 56.202803, 15.676629 | 12000000100306 | Ladda upp en bild av detta fornminne      |
| Augerum 234   | Hällristning                |              | Augerum, Blekinge   |       | 56.209998, 15.652924 | 12000000100308 | Ladda upp en bild av detta fornminne      |
| Augerum 235   | Hällristning                |              | Augerum, Blekinge   |       | 56.201674, 15.676131 | 12000000100310 | Ladda upp en bild av detta fornminne      |
| Augerum 236   | Hällristning                |              | Augerum, Blekinge   |       | 56.209257, 15.655770 | 12000000100312 | Ladda upp en bild av detta fornminne      |
| Augerum 237   | Hällristning                |              | Augerum, Blekinge   |       | 56.205444, 15.651315 | 12000000100314 | Ladda upp en bild av detta fornminne      |
| Augerum 238   | Hällristning                |              | Augerum, Blekinge   |       | 56.205573, 15.647284 | 12000000100316 | Ladda upp en bild av detta fornminne      |
| Augerum 239   | Hällristning                |              | Augerum, Blekinge   |       | 56.201857, 15.673795 | 12000000100318 | Ladda upp en bild av detta fornminne      |
| Augerum 240   | Hällristning                |              | Augerum, Blekinge   |       | 56.201447, 15.681085 | 12000000100320 | Ladda upp en bild av detta fornminne      |
| Augerum 241   | Hällristning                |              | Augerum, Blekinge   |       | 56.211589, 15.658332 | 12000000100322 | Ladda upp en bild av detta fornminne      |
| Augerum 242   | Hällristning                |              | Augerum, Blekinge   |       | 56.200441, 15.683543 | 12000000100326 | Ladda upp en bild av detta fornminne      |
| Augerum 243   | Stensättning                |              | Augerum, Blekinge   |       | 56.211125, 15.682502 | 12000000125164 | Ladda upp en bild av detta fornminne      |
| Augerum 248   | Röse                        |              | Augerum, Blekinge   |       | 56.230997, 15.696420 | 12000000130294 | Ladda upp en bild av detta fornminne      |
| Augerum 250   | Stensättning                |              | Augerum, Blekinge   |       | 56.230515, 15.697622 | 12000000130297 | Ladda upp en bild av detta fornminne      |
| Augerum 281   | Stensättning                |              | Augerum, Blekinge   |       | 56.230880, 15.656522 | 12000000131008 | Ladda upp en bild av detta fornminne      |
| Augerum 294   | Stensättning                |              | Augerum, Blekinge   |       | 56.204518, 15.673165 | 12000000131224 | Ladda upp en bild av detta fornminne      |

## Fridlevstad
| Namn                            | Lämningstyp  | Tillkomsttid | Historisk indelning   | Plats | Läge                 | ID-nr          | Bild                                 |
| ------------------------------- | ------------ | ------------ | --------------------- | ----- | -------------------- | -------------- | ------------------------------------ |
| Fridlefs grav (Fridlevstad 4:1) | Stenkrets    |              | Fridlevstad, Blekinge |       | 56.263708, 15.524322 | 10099200040001 | Ladda upp en bild av detta fornminne |
| Fridlevstad 6:1                 | Stensättning |              | Fridlevstad, Blekinge |       | 56.272402, 15.498346 | 10099200060001 | Ladda upp en bild av detta fornminne |
| Fridlevstad 10:1                | Stensättning |              | Fridlevstad, Blekinge |       | 56.246221, 15.526940 | 10099200100001 | Ladda upp en bild av detta fornminne |
| Fridlevstad 11:1                | Gravfält     |              | Fridlevstad, Blekinge |       | 56.256909, 15.559491 | 10099200110001 | Ladda upp en bild av detta fornminne |
| Fridlevstad 12:1                | Stensättning |              | Fridlevstad, Blekinge |       | 56.265999, 15.505452 | 10099200120001 | Ladda upp en bild av detta fornminne |
| Fridlevstad 14:1                | Röse         |              | Fridlevstad, Blekinge |       | 56.242361, 15.571537 | 10099200140001 | Ladda upp en bild av detta fornminne |
| Fridlevstad 15:1                | Röse         |              | Fridlevstad, Blekinge |       | 56.289904, 15.518270 | 10099200150001 | Ladda upp en bild av detta fornminne |
| Fridlevstad 16:1                | Stenkrets    |              | Fridlevstad, Blekinge |       | 56.292583, 15.524804 | 10099200160001 | Ladda upp en bild av detta fornminne |
| Fridlevstad 16:2                | Stenkrets    |              | Fridlevstad, Blekinge |       | 56.292584, 15.524972 | 10099200160002 | Ladda upp en bild av detta fornminne |
| Fridlevstad 16:3                | Stenkrets    |              | Fridlevstad, Blekinge |       | 56.292541, 15.525080 | 10099200160003 | Ladda upp en bild av detta fornminne |
| Fridlevstad 17:1                | Stenkrets    |              | Fridlevstad, Blekinge |       | 56.295489, 15.519229 | 10099200170001 | Ladda upp en bild av detta fornminne |
| Fridlevstad 19:1                | Stensättning |              | Fridlevstad, Blekinge |       | 56.290098, 15.509199 | 10099200190001 | Ladda upp en bild av detta fornminne |
| Fridlevstad 31:1                | Stensättning |              | Fridlevstad, Blekinge |       | 56.362658, 15.544303 | 10099200310001 | Ladda upp en bild av detta fornminne |
| Fridlevstad 35:1                | Stensättning |              | Fridlevstad, Blekinge |       | 56.257821, 15.538467 | 10099200350001 | Ladda upp en bild av detta fornminne |
| Fridlevstad 36:1                | Stensättning |              | Fridlevstad, Blekinge |       | 56.290357, 15.507809 | 10099200360001 | Ladda upp en bild av detta fornminne |
| Fridlevstad 81                  | Stensättning |              | Fridlevstad, Blekinge |       | 56.316223, 15.518568 | 12000000013527 | Ladda upp en bild av detta fornminne |
| Fridlevstad 83                  | Röse         |              | Fridlevstad, Blekinge |       | 56.316340, 15.518676 | 12000000013529 | Ladda upp en bild av detta fornminne |
| Fridlevstad 171                 | Röse         |              | Fridlevstad, Blekinge |       | 56.298279, 15.505042 | 12000000013799 | Ladda upp en bild av detta fornminne |
| Fridlevstad 176                 | Röse         |              | Fridlevstad, Blekinge |       | 56.298351, 15.502201 | 12000000013804 | Ladda upp en bild av detta fornminne |
| Fridlevstad 299                 | Stensättning |              | Fridlevstad, Blekinge |       | 56.283482, 15.537110 | 12000000128016 | Ladda upp en bild av detta fornminne |
| Fridlevstad 300                 | Stensättning |              | Fridlevstad, Blekinge |       | 56.283569, 15.537113 | 12000000128017 | Ladda upp en bild av detta fornminne |
| Fridlevstad 301                 | Stensättning |              | Fridlevstad, Blekinge |       | 56.283973, 15.537848 | 12000000128018 | Ladda upp en bild av detta fornminne |
| Fridlevstad 357                 | Stensättning |              | Fridlevstad, Blekinge |       | 56.249767, 15.546630 | 12000000129748 | Ladda upp en bild av detta fornminne |
| Fridlevstad 358                 | Stensättning |              | Fridlevstad, Blekinge |       | 56.275580, 15.536162 | 12000000129761 | Ladda upp en bild av detta fornminne |
| Fridlevstad 389                 | Stensättning |              | Fridlevstad, Blekinge |       | 56.268620, 15.532748 | 12000000130113 | Ladda upp en bild av detta fornminne |
| Fridlevstad 392                 | Stensättning |              | Fridlevstad, Blekinge |       | 56.268409, 15.532874 | 12000000130116 | Ladda upp en bild av detta fornminne |
| Fridlevstad 394                 | Stensättning |              | Fridlevstad, Blekinge |       | 56.283655, 15.537985 | 12000000130161 | Ladda upp en bild av detta fornminne |
| Fridlevstad 400                 | Stensättning |              | Fridlevstad, Blekinge |       | 56.258378, 15.537510 | 12000000130269 | Ladda upp en bild av detta fornminne |

## Jämjö
| Namn        | Lämningstyp                 | Tillkomsttid | Historisk indelning | Plats | Läge                 | ID-nr          | Bild                                      |
| ----------- | --------------------------- | ------------ | ------------------- | ----- | -------------------- | -------------- | ----------------------------------------- |
| Jämjö 1:1   | Gravfält                    |              | Jämjö, Blekinge     |       | 56.188192, 15.860219 | 10099800010001 | Ladda upp en bild av detta fornminne      |
| Jämjö 2:1   | Grav markerad av sten/block |              | Jämjö, Blekinge     |       | 56.186779, 15.859753 | 10099800020001 | Ladda upp en bild av detta fornminne      |
| Jämjö 2:2   | Grav markerad av sten/block |              | Jämjö, Blekinge     |       | 56.186626, 15.859767 | 10099800020002 | Ladda upp en bild av detta fornminne      |
| Jämjö 3:1   | Grav markerad av sten/block |              | Jämjö, Blekinge     |       | 56.187712, 15.861186 | 10099800030001 | Ladda upp en bild av detta fornminne      |
| Jämjö 3:2   | Grav markerad av sten/block |              | Jämjö, Blekinge     |       | 56.187730, 15.861073 | 10099800030002 | Ladda upp en bild av detta fornminne      |
| Jämjö 3:3   | Grav markerad av sten/block |              | Jämjö, Blekinge     |       | 56.187775, 15.861202 | 10099800030003 | Ladda upp en bild av detta fornminne      |
| Jämjö 3:4   | Grav markerad av sten/block |              | Jämjö, Blekinge     |       | 56.188004, 15.861370 | 10099800030004 | Ladda upp en bild av detta fornminne      |
| Jämjö 4:1   | Grav markerad av sten/block |              | Jämjö, Blekinge     |       | 56.181395, 15.858699 | 10099800040001 | Ladda upp en bild av detta fornminne      |
| Jämjö 4:2   | Grav markerad av sten/block |              | Jämjö, Blekinge     |       | 56.181374, 15.858532 | 10099800040002 | Ladda upp en bild av detta fornminne      |
| Jämjö 6:1   | Grav markerad av sten/block |              | Jämjö, Blekinge     |       | 56.172250, 15.847708 | 10099800060001 | Ladda upp en bild av detta fornminne      |
| Jämjö 7:1   | Stenkrets                   |              | Jämjö, Blekinge     |       | 56.190004, 15.814749 | 10099800070001 | Ladda upp en bild av detta fornminne      |
| Jämjö 8:1   | Grav markerad av sten/block |              | Jämjö, Blekinge     |       | 56.182091, 15.808342 | 10099800080001 | Ladda upp en bild av detta fornminne      |
| Jämjö 9:1   | Grav markerad av sten/block |              | Jämjö, Blekinge     |       | 56.181246, 15.813168 | 10099800090001 | Ladda upp en bild av detta fornminne      |
| Jämjö 9:2   | Grav markerad av sten/block |              | Jämjö, Blekinge     |       | 56.181303, 15.813020 | 10099800090002 | Ladda upp en bild av detta fornminne      |
| Jämjö 10:1  | Röse                        |              | Jämjö, Blekinge     |       | 56.180598, 15.814773 | 10099800100001 | Ladda upp en bild av detta fornminne      |
| Jämjö 11:1  | Röse                        |              | Jämjö, Blekinge     |       | 56.177801, 15.809945 | 10099800110001 | Ladda upp en bild av detta fornminne      |
| Jämjö 12:1  | Gravfält                    |              | Jämjö, Blekinge     |       | 56.172752, 15.825567 | 10099800120001 | Ladda upp en till bild av detta fornminne |
| Jämjö 13:1  | Röse                        |              | Jämjö, Blekinge     |       | 56.162252, 15.828689 | 10099800130001 | Ladda upp en bild av detta fornminne      |
| Jämjö 14:1  | Gravfält                    |              | Jämjö, Blekinge     |       | 56.160613, 15.866391 | 10099800140001 | Ladda upp en bild av detta fornminne      |
| Jämjö 15:1  | Grav markerad av sten/block |              | Jämjö, Blekinge     |       | 56.278832, 15.885227 | 10099800150001 | Ladda upp en bild av detta fornminne      |
| Jämjö 16:1  | Stensättning                |              | Jämjö, Blekinge     |       | 56.194021, 15.825842 | 10099800160001 | Ladda upp en bild av detta fornminne      |
| Jämjö 16:2  | Stensättning                |              | Jämjö, Blekinge     |       | 56.194049, 15.825407 | 10099800160002 | Ladda upp en bild av detta fornminne      |
| Jämjö 17:1  | Grav markerad av sten/block |              | Jämjö, Blekinge     |       | 56.194554, 15.824638 | 10099800170001 | Ladda upp en bild av detta fornminne      |
| Jämjö 18:1  | Stensättning                |              | Jämjö, Blekinge     |       | 56.194645, 15.826200 | 10099800180001 | Ladda upp en bild av detta fornminne      |
| Jämjö 19:1  | Grav markerad av sten/block |              | Jämjö, Blekinge     |       | 56.159474, 15.866678 | 10099800190001 | Ladda upp en bild av detta fornminne      |
| Jämjö 19:2  | Grav markerad av sten/block |              | Jämjö, Blekinge     |       | 56.159162, 15.866272 | 10099800190002 | Ladda upp en bild av detta fornminne      |
| Jämjö 19:3  | Grav markerad av sten/block |              | Jämjö, Blekinge     |       | 56.159116, 15.866609 | 10099800190003 | Ladda upp en bild av detta fornminne      |
| Jämjö 20:1  | Gravfält                    |              | Jämjö, Blekinge     |       | 56.158717, 15.866078 | 10099800200001 | Ladda upp en bild av detta fornminne      |
| Jämjö 23:4  | Stensättning                |              | Jämjö, Blekinge     |       | 56.184616, 15.840831 | 10099800230004 | Ladda upp en bild av detta fornminne      |
| Jämjö 24:1  | Röse                        |              | Jämjö, Blekinge     |       | 56.186080, 15.843440 | 10099800240001 | Ladda upp en bild av detta fornminne      |
| Jämjö 24:2  | Stensättning                |              | Jämjö, Blekinge     |       | 56.185936, 15.843295 | 10099800240002 | Ladda upp en bild av detta fornminne      |
| Jämjö 25:1  | Röse                        |              | Jämjö, Blekinge     |       | 56.181901, 15.840470 | 10099800250001 | Ladda upp en bild av detta fornminne      |
| Jämjö 26:1  | Röse                        |              | Jämjö, Blekinge     |       | 56.179973, 15.837347 | 10099800260001 | Ladda upp en bild av detta fornminne      |
| Jämjö 26:2  | Röse                        |              | Jämjö, Blekinge     |       | 56.180219, 15.837044 | 10099800260002 | Ladda upp en bild av detta fornminne      |
| Jämjö 27:1  | Röse                        |              | Jämjö, Blekinge     |       | 56.180662, 15.860406 | 10099800270001 | Ladda upp en bild av detta fornminne      |
| Jämjö 30:1  | Röse                        |              | Jämjö, Blekinge     |       | 56.164596, 15.832594 | 10099800300001 | Ladda upp en bild av detta fornminne      |
| Jämjö 31:1  | Röse                        |              | Jämjö, Blekinge     |       | 56.164369, 15.828238 | 10099800310001 | Ladda upp en bild av detta fornminne      |
| Jämjö 46:1  | Röse                        |              | Jämjö, Blekinge     |       | 56.158189, 15.855209 | 10099800460001 | Ladda upp en bild av detta fornminne      |
| Jämjö 50:1  | Röse                        |              | Jämjö, Blekinge     |       | 56.148153, 15.840043 | 10099800500001 | Ladda upp en bild av detta fornminne      |
| Jämjö 50:2  | Stensättning                |              | Jämjö, Blekinge     |       | 56.148099, 15.840171 | 10099800500002 | Ladda upp en bild av detta fornminne      |
| Jämjö 50:3  | Stensättning                |              | Jämjö, Blekinge     |       | 56.148045, 15.840348 | 10099800500003 | Ladda upp en bild av detta fornminne      |
| Jämjö 51:1  | Grav markerad av sten/block |              | Jämjö, Blekinge     |       | 56.164107, 15.830102 | 10099800510001 | Ladda upp en bild av detta fornminne      |
| Jämjö 52:1  | Röse                        |              | Jämjö, Blekinge     |       | 56.157713, 15.819187 | 10099800520001 | Ladda upp en bild av detta fornminne      |
| Jämjö 53:1  | Röse                        |              | Jämjö, Blekinge     |       | 56.149842, 15.824798 | 10099800530001 | Ladda upp en bild av detta fornminne      |
| Jämjö 54:1  | Röse                        |              | Jämjö, Blekinge     |       | 56.152276, 15.822068 | 10099800540001 | Ladda upp en bild av detta fornminne      |
| Jämjö 54:2  | Röse                        |              | Jämjö, Blekinge     |       | 56.152455, 15.822132 | 10099800540002 | Ladda upp en bild av detta fornminne      |
| Jämjö 54:3  | Röse                        |              | Jämjö, Blekinge     |       | 56.152078, 15.822502 | 10099800540003 | Ladda upp en bild av detta fornminne      |
| Jämjö 55:1  | Stensättning                |              | Jämjö, Blekinge     |       | 56.149979, 15.825601 | 10099800550001 | Ladda upp en bild av detta fornminne      |
| Jämjö 57:1  | Röse                        |              | Jämjö, Blekinge     |       | 56.169132, 15.846411 | 10099800570001 | Ladda upp en bild av detta fornminne      |
| Jämjö 57:2  | Röse                        |              | Jämjö, Blekinge     |       | 56.168606, 15.846701 | 10099800570002 | Ladda upp en bild av detta fornminne      |
| Jämjö 57:3  | Röse                        |              | Jämjö, Blekinge     |       | 56.168592, 15.846421 | 10099800570003 | Ladda upp en bild av detta fornminne      |
| Jämjö 57:4  | Röse                        |              | Jämjö, Blekinge     |       | 56.168497, 15.846277 | 10099800570004 | Ladda upp en bild av detta fornminne      |
| Jämjö 58:1  | Gravfält                    |              | Jämjö, Blekinge     |       | 56.144080, 15.839317 | 10099800580001 | Ladda upp en bild av detta fornminne      |
| Jämjö 59:1  | Grav markerad av sten/block |              | Jämjö, Blekinge     |       | 56.171884, 15.873294 | 10099800590001 | Ladda upp en bild av detta fornminne      |
| Jämjö 59:2  | Grav markerad av sten/block |              | Jämjö, Blekinge     |       | 56.171806, 15.873492 | 10099800590002 | Ladda upp en bild av detta fornminne      |
| Jämjö 59:3  | Grav markerad av sten/block |              | Jämjö, Blekinge     |       | 56.171726, 15.873655 | 10099800590003 | Ladda upp en bild av detta fornminne      |
| Jämjö 60:1  | Grav markerad av sten/block |              | Jämjö, Blekinge     |       | 56.170790, 15.868595 | 10099800600001 | Ladda upp en bild av detta fornminne      |
| Jämjö 60:2  | Grav markerad av sten/block |              | Jämjö, Blekinge     |       | 56.170783, 15.868544 | 10099800600002 | Ladda upp en bild av detta fornminne      |
| Jämjö 63:1  | Stensättning                |              | Jämjö, Blekinge     |       | 56.179260, 15.809968 | 10099800630001 | Ladda upp en bild av detta fornminne      |
| Jämjö 63:2  | Stensättning                |              | Jämjö, Blekinge     |       | 56.179257, 15.810190 | 10099800630002 | Ladda upp en bild av detta fornminne      |
| Jämjö 63:3  | Stensättning                |              | Jämjö, Blekinge     |       | 56.179277, 15.810403 | 10099800630003 | Ladda upp en bild av detta fornminne      |
| Jämjö 63:4  | Stensättning                |              | Jämjö, Blekinge     |       | 56.179473, 15.810942 | 10099800630004 | Ladda upp en bild av detta fornminne      |
| Jämjö 64:1  | Stensättning                |              | Jämjö, Blekinge     |       | 56.182449, 15.820826 | 10099800640001 | Ladda upp en bild av detta fornminne      |
| Jämjö 65:1  | Grav markerad av sten/block |              | Jämjö, Blekinge     |       | 56.182332, 15.820152 | 10099800650001 | Ladda upp en bild av detta fornminne      |
| Jämjö 68:1  | Stensättning                |              | Jämjö, Blekinge     |       | 56.186441, 15.825820 | 10099800680001 | Ladda upp en bild av detta fornminne      |
| Jämjö 69:1  | Hällristning                |              | Jämjö, Blekinge     |       | 56.179789, 15.832885 | 10099800690001 | Ladda upp en bild av detta fornminne      |
| Jämjö 69:2  | Hällristning                |              | Jämjö, Blekinge     |       | 56.179969, 15.832774 | 10099800690002 | Ladda upp en bild av detta fornminne      |
| Jämjö 70:1  | Stensättning                |              | Jämjö, Blekinge     |       | 56.180549, 15.835458 | 10099800700001 | Ladda upp en bild av detta fornminne      |
| Jämjö 71:1  | Stensättning                |              | Jämjö, Blekinge     |       | 56.181048, 15.840111 | 10099800710001 | Ladda upp en bild av detta fornminne      |
| Jämjö 72:1  | Hällristning                |              | Jämjö, Blekinge     |       | 56.178748, 15.836436 | 10099800720001 | Ladda upp en bild av detta fornminne      |
| Jämjö 73:1  | Stensättning                |              | Jämjö, Blekinge     |       | 56.181627, 15.832993 | 10099800730001 | Ladda upp en bild av detta fornminne      |
| Jämjö 74:1  | Stensättning                |              | Jämjö, Blekinge     |       | 56.183873, 15.838263 | 10099800740001 | Ladda upp en bild av detta fornminne      |
| Jämjö 75:1  | Stensättning                |              | Jämjö, Blekinge     |       | 56.184197, 15.840465 | 10099800750001 | Ladda upp en bild av detta fornminne      |
| Jämjö 76:1  | Stensättning                |              | Jämjö, Blekinge     |       | 56.185518, 15.844043 | 10099800760001 | Ladda upp en bild av detta fornminne      |
| Jämjö 76:2  | Stensättning                |              | Jämjö, Blekinge     |       | 56.185646, 15.844288 | 10099800760002 | Ladda upp en bild av detta fornminne      |
| Jämjö 76:3  | Stensättning                |              | Jämjö, Blekinge     |       | 56.185688, 15.843854 | 10099800760003 | Ladda upp en bild av detta fornminne      |
| Jämjö 77:1  | Stensättning                |              | Jämjö, Blekinge     |       | 56.186630, 15.843560 | 10099800770001 | Ladda upp en bild av detta fornminne      |
| Jämjö 78:1  | Stensättning                |              | Jämjö, Blekinge     |       | 56.188361, 15.844913 | 10099800780001 | Ladda upp en bild av detta fornminne      |
| Jämjö 79:1  | Stensättning                |              | Jämjö, Blekinge     |       | 56.188523, 15.846118 | 10099800790001 | Ladda upp en bild av detta fornminne      |
| Jämjö 80:1  | Stensättning                |              | Jämjö, Blekinge     |       | 56.186338, 15.832626 | 10099800800001 | Ladda upp en bild av detta fornminne      |
| Jämjö 80:2  | Stensättning                |              | Jämjö, Blekinge     |       | 56.186026, 15.833235 | 10099800800002 | Ladda upp en bild av detta fornminne      |
| Jämjö 81:1  | Stensättning                |              | Jämjö, Blekinge     |       | 56.183183, 15.851437 | 10099800810001 | Ladda upp en bild av detta fornminne      |
| Jämjö 82:1  | Grav markerad av sten/block |              | Jämjö, Blekinge     |       | 56.180120, 15.814164 | 10099800820001 | Ladda upp en bild av detta fornminne      |
| Jämjö 83:1  | Stensättning                |              | Jämjö, Blekinge     |       | 56.189866, 15.807919 | 10099800830001 | Ladda upp en bild av detta fornminne      |
| Jämjö 83:2  | Stensättning                |              | Jämjö, Blekinge     |       | 56.189849, 15.808084 | 10099800830002 | Ladda upp en bild av detta fornminne      |
| Jämjö 83:3  | Grav markerad av sten/block |              | Jämjö, Blekinge     |       | 56.189724, 15.808039 | 10099800830003 | Ladda upp en bild av detta fornminne      |
| Jämjö 83:4  | Stensättning                |              | Jämjö, Blekinge     |       | 56.189815, 15.808548 | 10099800830004 | Ladda upp en bild av detta fornminne      |
| Jämjö 83:5  | Grav markerad av sten/block |              | Jämjö, Blekinge     |       | 56.189929, 15.808806 | 10099800830005 | Ladda upp en bild av detta fornminne      |
| Jämjö 84:1  | Stensättning                |              | Jämjö, Blekinge     |       | 56.189766, 15.809433 | 10099800840001 | Ladda upp en bild av detta fornminne      |
| Jämjö 84:2  | Stensättning                |              | Jämjö, Blekinge     |       | 56.189900, 15.809546 | 10099800840002 | Ladda upp en bild av detta fornminne      |
| Jämjö 86:1  | Hällristning                |              | Jämjö, Blekinge     |       | 56.188864, 15.816002 | 10099800860001 | Ladda upp en bild av detta fornminne      |
| Jämjö 87:1  | Hällristning                |              | Jämjö, Blekinge     |       | 56.189349, 15.819568 | 10099800870001 | Ladda upp en bild av detta fornminne      |
| Jämjö 88:1  | Stensättning                |              | Jämjö, Blekinge     |       | 56.189246, 15.817099 | 10099800880001 | Ladda upp en bild av detta fornminne      |
| Jämjö 89:1  | Hällristning                |              | Jämjö, Blekinge     |       | 56.190145, 15.812077 | 10099800890001 | Ladda upp en bild av detta fornminne      |
| Jämjö 91:1  | Stensättning                |              | Jämjö, Blekinge     |       | 56.194682, 15.816444 | 10099800910001 | Ladda upp en bild av detta fornminne      |
| Jämjö 91:2  | Stensättning                |              | Jämjö, Blekinge     |       | 56.194842, 15.816989 | 10099800910002 | Ladda upp en bild av detta fornminne      |
| Jämjö 92:1  | Stensättning                |              | Jämjö, Blekinge     |       | 56.193663, 15.815128 | 10099800920001 | Ladda upp en bild av detta fornminne      |
| Jämjö 92:2  | Stensättning                |              | Jämjö, Blekinge     |       | 56.193574, 15.814854 | 10099800920002 | Ladda upp en bild av detta fornminne      |
| Jämjö 92:3  | Stensättning                |              | Jämjö, Blekinge     |       | 56.193618, 15.814129 | 10099800920003 | Ladda upp en bild av detta fornminne      |
| Jämjö 100:1 | Hällristning                |              | Jämjö, Blekinge     |       | 56.187243, 15.824409 | 10099801000001 | Ladda upp en bild av detta fornminne      |
| Jämjö 104:1 | Hällristning                |              | Jämjö, Blekinge     |       | 56.189793, 15.867514 | 10099801040001 | Ladda upp en bild av detta fornminne      |
| Jämjö 105:1 | Hällristning                |              | Jämjö, Blekinge     |       | 56.190335, 15.869113 | 10099801050001 | Ladda upp en bild av detta fornminne      |
| Jämjö 106:1 | Stensättning                |              | Jämjö, Blekinge     |       | 56.189609, 15.869011 | 10099801060001 | Ladda upp en bild av detta fornminne      |
| Jämjö 114   | Hällristning                |              | Jämjö, Blekinge     |       | 56.164976, 15.827075 | 12000000012002 | Ladda upp en bild av detta fornminne      |
| Jämjö 115   | Röse                        |              | Jämjö, Blekinge     |       | 56.151480, 15.837533 | 12000000013221 | Ladda upp en bild av detta fornminne      |
| Jämjö 116   | Stensättning                |              | Jämjö, Blekinge     |       | 56.151607, 15.837436 | 12000000013222 | Ladda upp en bild av detta fornminne      |
| Jämjö 117   | Stensättning                |              | Jämjö, Blekinge     |       | 56.148692, 15.839436 | 12000000013223 | Ladda upp en bild av detta fornminne      |
| Jämjö 118   | Röse                        |              | Jämjö, Blekinge     |       | 56.151598, 15.837686 | 12000000013224 | Ladda upp en bild av detta fornminne      |
| Jämjö 119   | Röse                        |              | Jämjö, Blekinge     |       | 56.150308, 15.838128 | 12000000013225 | Ladda upp en bild av detta fornminne      |
| Jämjö 120   | Röse                        |              | Jämjö, Blekinge     |       | 56.151359, 15.837299 | 12000000013226 | Ladda upp en bild av detta fornminne      |
| Jämjö 121   | Stensättning                |              | Jämjö, Blekinge     |       | 56.162524, 15.841365 | 12000000013227 | Ladda upp en bild av detta fornminne      |
| Jämjö 126   | Grav markerad av sten/block |              | Jämjö, Blekinge     |       | 56.157113, 15.878734 | 12000000100463 | Ladda upp en bild av detta fornminne      |
| Jämjö 127   | Stensättning                |              | Jämjö, Blekinge     |       | 56.158959, 15.880072 | 12000000100475 | Ladda upp en bild av detta fornminne      |
| Jämjö 128   | Stensättning                |              | Jämjö, Blekinge     |       | 56.157267, 15.878647 | 12000000100480 | Ladda upp en bild av detta fornminne      |
| Jämjö 129   | Stensättning                |              | Jämjö, Blekinge     |       | 56.149966, 15.824583 | 12000000103703 | Ladda upp en bild av detta fornminne      |
| Jämjö 133   | Stensättning                |              | Jämjö, Blekinge     |       | 56.149188, 15.850737 | 12000000114999 | Ladda upp en bild av detta fornminne      |
| Jämjö 134   | Stensättning                |              | Jämjö, Blekinge     |       | 56.146360, 15.845872 | 12000000115001 | Ladda upp en bild av detta fornminne      |
| Jämjö 135   | Stensättning                |              | Jämjö, Blekinge     |       | 56.147812, 15.848912 | 12000000115002 | Ladda upp en bild av detta fornminne      |
| Jämjö 137   | Stensättning                |              | Jämjö, Blekinge     |       | 56.156007, 15.853402 | 12000000115035 | Ladda upp en bild av detta fornminne      |
| Jämjö 138   | Stensättning                |              | Jämjö, Blekinge     |       | 56.159500, 15.852390 | 12000000115036 | Ladda upp en bild av detta fornminne      |
| Jämjö 140   | Stensättning                |              | Jämjö, Blekinge     |       | 56.167380, 15.847247 | 12000000115103 | Ladda upp en bild av detta fornminne      |
| Jämjö 141   | Stensättning                |              | Jämjö, Blekinge     |       | 56.167242, 15.847035 | 12000000115104 | Ladda upp en bild av detta fornminne      |
| Jämjö 143   | Stensättning                |              | Jämjö, Blekinge     |       | 56.170105, 15.848300 | 12000000115160 | Ladda upp en bild av detta fornminne      |
| Jämjö 144   | Stensättning                |              | Jämjö, Blekinge     |       | 56.169372, 15.844782 | 12000000115161 | Ladda upp en bild av detta fornminne      |
| Jämjö 146   | Stensättning                |              | Jämjö, Blekinge     |       | 56.161197, 15.879418 | 12000000115251 | Ladda upp en bild av detta fornminne      |
| Jämjö 147   | Stensättning                |              | Jämjö, Blekinge     |       | 56.161230, 15.880158 | 12000000115252 | Ladda upp en bild av detta fornminne      |
| Jämjö 149   | Stensättning                |              | Jämjö, Blekinge     |       | 56.169153, 15.859852 | 12000000115668 | Ladda upp en bild av detta fornminne      |
| Jämjö 150   | Stensättning                |              | Jämjö, Blekinge     |       | 56.171165, 15.870628 | 12000000115669 | Ladda upp en bild av detta fornminne      |
| Jämjö 151   | Stensättning                |              | Jämjö, Blekinge     |       | 56.170142, 15.848380 | 12000000115670 | Ladda upp en bild av detta fornminne      |
| Jämjö 153   | Röse                        |              | Jämjö, Blekinge     |       | 56.185753, 15.871782 | 12000000115873 | Ladda upp en bild av detta fornminne      |
| Jämjö 158   | Hällristning                |              | Jämjö, Blekinge     |       | 56.187627, 15.823908 | 12000000118452 | Ladda upp en bild av detta fornminne      |
| Jämjö 159   | Hällristning                |              | Jämjö, Blekinge     |       | 56.186465, 15.825100 | 12000000118454 | Ladda upp en bild av detta fornminne      |
| Jämjö 160   | Hällristning                |              | Jämjö, Blekinge     |       | 56.187422, 15.823943 | 12000000118456 | Ladda upp en bild av detta fornminne      |
| Jämjö 161   | Hällristning                |              | Jämjö, Blekinge     |       | 56.187515, 15.824077 | 12000000118458 | Ladda upp en bild av detta fornminne      |
| Jämjö 162   | Hällristning                |              | Jämjö, Blekinge     |       | 56.187147, 15.824138 | 12000000118460 | Ladda upp en bild av detta fornminne      |
| Jämjö 163   | Hällristning                |              | Jämjö, Blekinge     |       | 56.187451, 15.829352 | 12000000118462 | Ladda upp en bild av detta fornminne      |
| Jämjö 164   | Stensättning                |              | Jämjö, Blekinge     |       | 56.202997, 15.824536 | 12000000118677 | Ladda upp en bild av detta fornminne      |
| Jämjö 165   | Hällristning                |              | Jämjö, Blekinge     |       | 56.180266, 15.814935 | 12000000124521 | Ladda upp en bild av detta fornminne      |
| Jämjö 167   | Stensättning                |              | Jämjö, Blekinge     |       | 56.178877, 15.804263 | 12000000124677 | Ladda upp en bild av detta fornminne      |
| Jämjö 168   | Stensättning                |              | Jämjö, Blekinge     |       | 56.180520, 15.805572 | 12000000124680 | Ladda upp en bild av detta fornminne      |
| Jämjö 174   | Röse                        |              | Jämjö, Blekinge     |       | 56.227920, 15.973745 | 12000000126162 | Ladda upp en bild av detta fornminne      |
| Jämjö 178   | Stensättning                |              | Jämjö, Blekinge     |       | 56.193445, 15.807367 | 12000000126166 | Ladda upp en bild av detta fornminne      |

## Karlskrona
| Namn                              | Lämningstyp             | Tillkomsttid | Historisk indelning  | Plats | Läge                 | ID-nr          | Bild                                      |
| --------------------------------- | ----------------------- | ------------ | -------------------- | ----- | -------------------- | -------------- | ----------------------------------------- |
| Saltö kyrkogård (Karlskrona 28:1) | Begravningsplats        |              | Karlskrona, Blekinge |       | 56.169109, 15.565136 | 10100100280001 | Ladda upp en till bild av detta fornminne |
| Karlskrona 61:1                   | Röse                    |              | Karlskrona, Blekinge |       | 56.213631, 15.603707 | 10100100610001 | Ladda upp en bild av detta fornminne      |
| Karlskrona 61:2                   | Röse                    |              | Karlskrona, Blekinge |       | 56.213997, 15.604071 | 10100100610002 | Ladda upp en bild av detta fornminne      |
| Karlskrona 63:1                   | Röse                    |              | Karlskrona, Blekinge |       | 56.215698, 15.625344 | 10100100630001 | Ladda upp en bild av detta fornminne      |
| Karlskrona 64:1                   | Röse                    |              | Karlskrona, Blekinge |       | 56.213472, 15.623191 | 10100100640001 | Ladda upp en bild av detta fornminne      |
| Karlskrona 66:1                   | Röse                    |              | Karlskrona, Blekinge |       | 56.220053, 15.610256 | 10100100660001 | Ladda upp en bild av detta fornminne      |
| Karlskrona 68:1                   | Gravfält                |              | Karlskrona, Blekinge |       | 56.204906, 15.636478 | 10100100680001 | Ladda upp en till bild av detta fornminne |
| Karlskrona 69:1                   | Röse                    |              | Karlskrona, Blekinge |       | 56.204580, 15.620699 | 10100100690001 | Ladda upp en bild av detta fornminne      |
| Karlskrona 70:1                   | Röse                    |              | Karlskrona, Blekinge |       | 56.203909, 15.621531 | 10100100700001 | Ladda upp en bild av detta fornminne      |
| Karlskrona 71:1                   | Röse                    |              | Karlskrona, Blekinge |       | 56.202897, 15.620907 | 10100100710001 | Ladda upp en bild av detta fornminne      |
| Karlskrona 72:1                   | Röse                    |              | Karlskrona, Blekinge |       | 56.203219, 15.622821 | 10100100720001 | Ladda upp en bild av detta fornminne      |
| Karlskrona 72:2                   | Röse                    |              | Karlskrona, Blekinge |       | 56.203548, 15.623391 | 10100100720002 | Ladda upp en bild av detta fornminne      |
| Karlskrona 74:1                   | Röse                    |              | Karlskrona, Blekinge |       | 56.203360, 15.625987 | 10100100740001 | Ladda upp en bild av detta fornminne      |
| Karlskrona 76:1                   | Stensättning            |              | Karlskrona, Blekinge |       | 56.169304, 15.563001 | 10100100760001 | Ladda upp en bild av detta fornminne      |
| Karlskrona 126                    | Grav- och boplatsområde |              | Karlskrona, Blekinge |       | 56.205871, 15.635884 | 12000000132551 | Ladda upp en bild av detta fornminne      |

## Kristianopel
| Namn                         | Lämningstyp                 | Tillkomsttid | Historisk indelning    | Plats | Läge                 | ID-nr          | Bild                                      |
| ---------------------------- | --------------------------- | ------------ | ---------------------- | ----- | -------------------- | -------------- | ----------------------------------------- |
| Brömsehus (Kristianopel 1:1) | Borg                        |              | Kristianopel, Blekinge |       | 56.322118, 16.047447 | 10100200010001 | Ladda upp en till bild av detta fornminne |
| Kristianopel 206:1           | Stadsvall/stadsmur          |              | Kristianopel, Blekinge |       | 56.252989, 16.043229 | 10100202060001 | Ladda upp en till bild av detta fornminne |
| Kristianopel 206:3           | Kyrka/kapell                |              | Kristianopel, Blekinge |       | 56.253289, 16.043937 | 10100202060003 | Ladda upp en bild av detta fornminne      |
| Kristianopel 219:1           | Grav markerad av sten/block |              | Kristianopel, Blekinge |       | 56.243636, 15.995257 | 10100202190001 | Ladda upp en bild av detta fornminne      |
| Kristianopel 258             | Stensättning                |              | Kristianopel, Blekinge |       | 56.292491, 16.012388 | 12000000124523 | Ladda upp en bild av detta fornminne      |
| Kristianopel 263             | Röse                        |              | Kristianopel, Blekinge |       | 56.270992, 16.006027 | 12000000125842 | Ladda upp en bild av detta fornminne      |
| Kristianopel 265             | Röse                        |              | Kristianopel, Blekinge |       | 56.270237, 16.006925 | 12000000125847 | Ladda upp en bild av detta fornminne      |
| Kristianopel 268             | Husgrund, historisk tid     |              | Kristianopel, Blekinge |       | 56.232765, 16.014725 | 12000000125992 | Ladda upp en bild av detta fornminne      |

## Lösen
| Namn                                | Lämningstyp                 | Tillkomsttid | Historisk indelning | Plats | Läge                 | ID-nr          | Bild                                      |
| ----------------------------------- | --------------------------- | ------------ | ------------------- | ----- | -------------------- | -------------- | ----------------------------------------- |
| Lyckås slottsruin (Lösen 1:1)       | Borg                        |              | Lösen, Blekinge     |       | 56.193554, 15.651625 | 10100500010001 | Ladda upp en till bild av detta fornminne |
| Vårfurkyrkan (Lösen 2:1)            | Begravningsplats            |              | Lösen, Blekinge     |       | 56.196963, 15.657112 | 10100500020001 | Ladda upp en bild av detta fornminne      |
| Vårfurkyrkan (Lösen 2:2)            | Kyrka/kapell                |              | Lösen, Blekinge     |       | 56.196996, 15.657082 | 10100500020002 | Ladda upp en bild av detta fornminne      |
| Lösen 4:1                           | Stensättning                |              | Lösen, Blekinge     |       | 56.189159, 15.670366 | 10100500040001 | Ladda upp en bild av detta fornminne      |
| Lösen 5:1                           | Röse                        |              | Lösen, Blekinge     |       | 56.187656, 15.671811 | 10100500050001 | Ladda upp en bild av detta fornminne      |
| Lösen 6:1                           | Grav markerad av sten/block |              | Lösen, Blekinge     |       | 56.198203, 15.674916 | 10100500060001 | Ladda upp en bild av detta fornminne      |
| Lösen 6:2                           | Grav markerad av sten/block |              | Lösen, Blekinge     |       | 56.198226, 15.675034 | 10100500060002 | Ladda upp en bild av detta fornminne      |
| Lösen 7:1                           | Röse                        |              | Lösen, Blekinge     |       | 56.205764, 15.684309 | 10100500070001 | Ladda upp en bild av detta fornminne      |
| Lösen 8:1                           | Stensättning                |              | Lösen, Blekinge     |       | 56.207187, 15.683757 | 10100500080001 | Ladda upp en bild av detta fornminne      |
| Lösen 9:1                           | Röse                        |              | Lösen, Blekinge     |       | 56.188126, 15.664210 | 10100500090001 | Ladda upp en bild av detta fornminne      |
| Lösen 10:1                          | Grav markerad av sten/block |              | Lösen, Blekinge     |       | 56.181370, 15.664809 | 10100500100001 | Ladda upp en bild av detta fornminne      |
| Lösen 11:1                          | Stensättning                |              | Lösen, Blekinge     |       | 56.180204, 15.666498 | 10100500110001 | Ladda upp en bild av detta fornminne      |
| Lösenstenen 3 / DR 366 (Lösen 13:1) | Runristning                 |              | Lösen, Blekinge     |       | 56.196843, 15.687907 | 10100500130001 | Ladda upp en till bild av detta fornminne |
| Lösenstenen 1 / DR 364 (Lösen 13:2) | Runristning                 |              | Lösen, Blekinge     |       | 56.196886, 15.688018 | 10100500130002 | Ladda upp en till bild av detta fornminne |
| Lösen 14:1                          | Stensättning                |              | Lösen, Blekinge     |       | 56.181897, 15.702794 | 10100500140001 | Ladda upp en bild av detta fornminne      |
| Lösen 15:1                          | Röse                        |              | Lösen, Blekinge     |       | 56.177087, 15.702717 | 10100500150001 | Ladda upp en bild av detta fornminne      |
| Lösen 16:1                          | Stensättning                |              | Lösen, Blekinge     |       | 56.193232, 15.715103 | 10100500160001 | Ladda upp en bild av detta fornminne      |
| Lösen 17:1                          | Röse                        |              | Lösen, Blekinge     |       | 56.193307, 15.716698 | 10100500170001 | Ladda upp en bild av detta fornminne      |
| Lösen 18:1                          | Röse                        |              | Lösen, Blekinge     |       | 56.193553, 15.717850 | 10100500180001 | Ladda upp en bild av detta fornminne      |
| Lösen 19:1                          | Gravfält                    |              | Lösen, Blekinge     |       | 56.193106, 15.723289 | 10100500190001 | Ladda upp en bild av detta fornminne      |
| Lösen 20:1                          | Stensättning                |              | Lösen, Blekinge     |       | 56.198489, 15.714359 | 10100500200001 | Ladda upp en bild av detta fornminne      |
| Lösen 21:1                          | Gravfält                    |              | Lösen, Blekinge     |       | 56.198898, 15.717658 | 10100500210001 | Ladda upp en bild av detta fornminne      |
| Lösen 22:1                          | Gravfält                    |              | Lösen, Blekinge     |       | 56.199080, 15.717509 | 10100500220001 | Ladda upp en bild av detta fornminne      |
| Lösen 23:1                          | Stensättning                |              | Lösen, Blekinge     |       | 56.197061, 15.718040 | 10100500230001 | Ladda upp en bild av detta fornminne      |
| Lösen 24:1                          | Grav markerad av sten/block |              | Lösen, Blekinge     |       | 56.201142, 15.697917 | 10100500240001 | Ladda upp en bild av detta fornminne      |
| Lösen 26:1                          | Hällristning                |              | Lösen, Blekinge     |       | 56.202588, 15.699529 | 10100500260001 | Ladda upp en bild av detta fornminne      |
| Lösen 28:1                          | Stensättning                |              | Lösen, Blekinge     |       | 56.193402, 15.720835 | 10100500280001 | Ladda upp en bild av detta fornminne      |
| Lösen 29:1                          | Stensättning                |              | Lösen, Blekinge     |       | 56.182656, 15.664509 | 10100500290001 | Ladda upp en bild av detta fornminne      |
| Lösen 30:1                          | Röse                        |              | Lösen, Blekinge     |       | 56.207986, 15.696855 | 10100500300001 | Ladda upp en bild av detta fornminne      |
| Höga rör (Lösen 31:1)               | Röse                        |              | Lösen, Blekinge     |       | 56.209728, 15.702365 | 10100500310001 | Ladda upp en till bild av detta fornminne |
| Höga rör (Lösen 31:2)               | Röse                        |              | Lösen, Blekinge     |       | 56.209685, 15.703131 | 10100500310002 | Ladda upp en bild av detta fornminne      |
| Höga rör (Lösen 31:3)               | Röse                        |              | Lösen, Blekinge     |       | 56.209557, 15.702764 | 10100500310003 | Ladda upp en bild av detta fornminne      |
| Lösen 32:1                          | Röse                        |              | Lösen, Blekinge     |       | 56.209591, 15.705888 | 10100500320001 | Ladda upp en bild av detta fornminne      |
| Lösen 33:1                          | Stensättning                |              | Lösen, Blekinge     |       | 56.204588, 15.684899 | 10100500330001 | Ladda upp en bild av detta fornminne      |
| Lösen 34:1                          | Röse                        |              | Lösen, Blekinge     |       | 56.206373, 15.718808 | 10100500340001 | Ladda upp en bild av detta fornminne      |
| Lösen 34:2                          | Röse                        |              | Lösen, Blekinge     |       | 56.206227, 15.719363 | 10100500340002 | Ladda upp en bild av detta fornminne      |
| Lösen 35:1                          | Röse                        |              | Lösen, Blekinge     |       | 56.207097, 15.716565 | 10100500350001 | Ladda upp en bild av detta fornminne      |
| Lösen 35:2                          | Grav markerad av sten/block |              | Lösen, Blekinge     |       | 56.207082, 15.716230 | 10100500350002 | Ladda upp en bild av detta fornminne      |
| Lösen 36:1                          | Röse                        |              | Lösen, Blekinge     |       | 56.208264, 15.720285 | 10100500360001 | Ladda upp en bild av detta fornminne      |
| Lösen 37:1                          | Röse                        |              | Lösen, Blekinge     |       | 56.174374, 15.700447 | 10100500370001 | Ladda upp en bild av detta fornminne      |
| Lösen 42:1                          | Grav markerad av sten/block |              | Lösen, Blekinge     |       | 56.177033, 15.688597 | 10100500420001 | Ladda upp en bild av detta fornminne      |
| Lösen 57:1                          | Röse                        |              | Lösen, Blekinge     |       | 56.168395, 15.645738 | 10100500570001 | Ladda upp en bild av detta fornminne      |
| Lösen 73:1                          | Stensättning                |              | Lösen, Blekinge     |       | 56.207805, 15.682464 | 10100500730001 | Ladda upp en bild av detta fornminne      |
| Lösen 74:1                          | Stensättning                |              | Lösen, Blekinge     |       | 56.206253, 15.680749 | 10100500740001 | Ladda upp en bild av detta fornminne      |
| Lösen 75:1                          | Stensättning                |              | Lösen, Blekinge     |       | 56.203721, 15.685113 | 10100500750001 | Ladda upp en bild av detta fornminne      |
| Lösen 76:1                          | Röse                        |              | Lösen, Blekinge     |       | 56.208968, 15.699839 | 10100500760001 | Ladda upp en bild av detta fornminne      |
| Lösen 77:1                          | Stensättning                |              | Lösen, Blekinge     |       | 56.203672, 15.698674 | 10100500770001 | Ladda upp en bild av detta fornminne      |
| Lösen 77:2                          | Grav markerad av sten/block |              | Lösen, Blekinge     |       | 56.203333, 15.698889 | 10100500770002 | Ladda upp en bild av detta fornminne      |
| Lösen 77:3                          | Grav markerad av sten/block |              | Lösen, Blekinge     |       | 56.203088, 15.699422 | 10100500770003 | Ladda upp en bild av detta fornminne      |
| Lösen 78:1                          | Hällristning                |              | Lösen, Blekinge     |       | 56.202799, 15.696851 | 10100500780001 | Ladda upp en bild av detta fornminne      |
| Lösen 79:1                          | Hällristning                |              | Lösen, Blekinge     |       | 56.201699, 15.700401 | 10100500790001 | Ladda upp en bild av detta fornminne      |
| Lösen 79:2                          | Hällristning                |              | Lösen, Blekinge     |       | 56.201342, 15.699945 | 10100500790002 | Ladda upp en bild av detta fornminne      |
| Lösen 80:1                          | Hällristning                |              | Lösen, Blekinge     |       | 56.202905, 15.685827 | 10100500800001 | Ladda upp en bild av detta fornminne      |
| Lösen 81:1                          | Stensättning                |              | Lösen, Blekinge     |       | 56.188053, 15.674590 | 10100500810001 | Ladda upp en bild av detta fornminne      |
| Lösen 88:1                          | Stensättning                |              | Lösen, Blekinge     |       | 56.214125, 15.699107 | 10100500880001 | Ladda upp en bild av detta fornminne      |
| Lösen 89:1                          | Hällristning                |              | Lösen, Blekinge     |       | 56.194988, 15.678588 | 10100500890001 | Ladda upp en bild av detta fornminne      |
| Lösen 90:1                          | Hällristning                |              | Lösen, Blekinge     |       | 56.187315, 15.671151 | 10100500900001 | Ladda upp en bild av detta fornminne      |
| Lösen 90:2                          | Hällristning                |              | Lösen, Blekinge     |       | 56.187315, 15.671164 | 10100500900002 | Ladda upp en bild av detta fornminne      |
| Lösen 91:1                          | Hällristning                |              | Lösen, Blekinge     |       | 56.199685, 15.693096 | 10100500910001 | Ladda upp en bild av detta fornminne      |
| Lösen 128                           | Hällristning                |              | Lösen, Blekinge     |       | 56.201066, 15.703918 | 12000000100155 | Ladda upp en bild av detta fornminne      |
| Lösen 129                           | Hällristning                |              | Lösen, Blekinge     |       | 56.201544, 15.706950 | 12000000100161 | Ladda upp en bild av detta fornminne      |
| Lösen 130                           | Hällristning                |              | Lösen, Blekinge     |       | 56.193857, 15.700707 | 12000000100165 | Ladda upp en bild av detta fornminne      |
| Lösen 131                           | Hällristning                |              | Lösen, Blekinge     |       | 56.202638, 15.689352 | 12000000100169 | Ladda upp en bild av detta fornminne      |
| Lösen 132                           | Hällristning                |              | Lösen, Blekinge     |       | 56.200822, 15.703501 | 12000000100173 | Ladda upp en bild av detta fornminne      |
| Lösen 133                           | Hällristning                |              | Lösen, Blekinge     |       | 56.199083, 15.696226 | 12000000100177 | Ladda upp en bild av detta fornminne      |
| Lösen 134                           | Hällristning                |              | Lösen, Blekinge     |       | 56.200341, 15.696601 | 12000000100179 | Ladda upp en bild av detta fornminne      |
| Lösen 135                           | Hällristning                |              | Lösen, Blekinge     |       | 56.201535, 15.696162 | 12000000100183 | Ladda upp en bild av detta fornminne      |
| Lösen 138                           | Stensättning                |              | Lösen, Blekinge     |       | 56.187052, 15.711842 | 12000000127463 | Ladda upp en bild av detta fornminne      |
| Lösen 142                           | Stensättning                |              | Lösen, Blekinge     |       | 56.194410, 15.708955 | 12000000127620 | Ladda upp en bild av detta fornminne      |
| Lösen 144                           | Stensättning                |              | Lösen, Blekinge     |       | 56.193057, 15.704662 | 12000000127624 | Ladda upp en bild av detta fornminne      |
| Lösen 145                           | Hällristning                |              | Lösen, Blekinge     |       | 56.207251, 15.710068 | 12000000129777 | Ladda upp en bild av detta fornminne      |
| Lösen 147                           | Hällristning                |              | Lösen, Blekinge     |       | 56.207262, 15.710053 | 12000000129782 | Ladda upp en bild av detta fornminne      |
| Lösen 148                           | Hällristning                |              | Lösen, Blekinge     |       | 56.207407, 15.699472 | 12000000129784 | Ladda upp en bild av detta fornminne      |
| Lösen 153                           | Hällristning                |              | Lösen, Blekinge     |       | 56.209700, 15.706647 | 12000000129900 | Ladda upp en bild av detta fornminne      |
| Lösen 156                           | Hällristning                |              | Lösen, Blekinge     |       | 56.210204, 15.707715 | 12000000129956 | Ladda upp en bild av detta fornminne      |
| Lösen 157                           | Hällristning                |              | Lösen, Blekinge     |       | 56.207140, 15.715707 | 12000000130007 | Ladda upp en bild av detta fornminne      |
| Lösen 158                           | Hällristning                |              | Lösen, Blekinge     |       | 56.207083, 15.716085 | 12000000130009 | Ladda upp en bild av detta fornminne      |
| Lösen 165                           | Hällristning                |              | Lösen, Blekinge     |       | 56.208772, 15.705930 | 12000000131009 | Ladda upp en bild av detta fornminne      |

## Nättraby
| Namn                      | Lämningstyp                 | Tillkomsttid | Historisk indelning | Plats | Läge                 | ID-nr          | Bild                                      |
| ------------------------- | --------------------------- | ------------ | ------------------- | ----- | -------------------- | -------------- | ----------------------------------------- |
| Nättraby 1:1              | Röse                        |              | Nättraby, Blekinge  |       | 56.225866, 15.597448 | 10100800010001 | Ladda upp en bild av detta fornminne      |
| Nättraby 2:1              | Röse                        |              | Nättraby, Blekinge  |       | 56.226057, 15.598725 | 10100800020001 | Ladda upp en bild av detta fornminne      |
| Nättraby 3:1              | Röse                        |              | Nättraby, Blekinge  |       | 56.226765, 15.597793 | 10100800030001 | Ladda upp en bild av detta fornminne      |
| Nättraby 3:2              | Stensättning                |              | Nättraby, Blekinge  |       | 56.226803, 15.597433 | 10100800030002 | Ladda upp en bild av detta fornminne      |
| Nättraby 4:1              | Röse                        |              | Nättraby, Blekinge  |       | 56.224536, 15.573016 | 10100800040001 | Ladda upp en bild av detta fornminne      |
| Nättraby 5:1              | Stensättning                |              | Nättraby, Blekinge  |       | 56.224528, 15.573577 | 10100800050001 | Ladda upp en bild av detta fornminne      |
| Nättraby 6:1              | Röse                        |              | Nättraby, Blekinge  |       | 56.223233, 15.569276 | 10100800060001 | Ladda upp en bild av detta fornminne      |
| Nättraby 7:1              | Stensättning                |              | Nättraby, Blekinge  |       | 56.223051, 15.567818 | 10100800070001 | Ladda upp en bild av detta fornminne      |
| Nättraby 8:1              | Stensättning                |              | Nättraby, Blekinge  |       | 56.222492, 15.566236 | 10100800080001 | Ladda upp en bild av detta fornminne      |
| Nättraby 9:1              | Röse                        |              | Nättraby, Blekinge  |       | 56.218962, 15.569902 | 10100800090001 | Ladda upp en bild av detta fornminne      |
| Nättraby 10:1             | Röse                        |              | Nättraby, Blekinge  |       | 56.216971, 15.571614 | 10100800100001 | Ladda upp en bild av detta fornminne      |
| Nättraby 11:1             | Stensättning                |              | Nättraby, Blekinge  |       | 56.213455, 15.578450 | 10100800110001 | Ladda upp en bild av detta fornminne      |
| Nättraby 12:1             | Stensättning                |              | Nättraby, Blekinge  |       | 56.220920, 15.588930 | 10100800120001 | Ladda upp en bild av detta fornminne      |
| Nättraby 13:1             | Röse                        |              | Nättraby, Blekinge  |       | 56.220023, 15.589298 | 10100800130001 | Ladda upp en bild av detta fornminne      |
| Nättraby 14:1             | Stensättning                |              | Nättraby, Blekinge  |       | 56.220088, 15.586139 | 10100800140001 | Ladda upp en bild av detta fornminne      |
| Nättraby 18:1             | Röse                        |              | Nättraby, Blekinge  |       | 56.202578, 15.500377 | 10100800180001 | Ladda upp en bild av detta fornminne      |
| Nättraby 18:2             | Hällristning                |              | Nättraby, Blekinge  |       | 56.204211, 15.503989 | 10100800180002 | Ladda upp en bild av detta fornminne      |
| Nättraby 18:3             | Stensättning                |              | Nättraby, Blekinge  |       | 56.203602, 15.503726 | 10100800180003 | Ladda upp en bild av detta fornminne      |
| Nättraby 19:1             | Stensättning                |              | Nättraby, Blekinge  |       | 56.203590, 15.497093 | 10100800190001 | Ladda upp en bild av detta fornminne      |
| Nättraby 20:1             | Stensättning                |              | Nättraby, Blekinge  |       | 56.204416, 15.498353 | 10100800200001 | Ladda upp en bild av detta fornminne      |
| Nättraby 20:2             | Stensättning                |              | Nättraby, Blekinge  |       | 56.204315, 15.498484 | 10100800200002 | Ladda upp en bild av detta fornminne      |
| Nättraby 20:3             | Stensättning                |              | Nättraby, Blekinge  |       | 56.204228, 15.498188 | 10100800200003 | Ladda upp en bild av detta fornminne      |
| Nättraby 21:1             | Röse                        |              | Nättraby, Blekinge  |       | 56.206020, 15.498953 | 10100800210001 | Ladda upp en bild av detta fornminne      |
| Nättraby 22:1             | Röse                        |              | Nättraby, Blekinge  |       | 56.206375, 15.498088 | 10100800220001 | Ladda upp en bild av detta fornminne      |
| Nättraby 23:1             | Röse                        |              | Nättraby, Blekinge  |       | 56.209483, 15.490811 | 10100800230001 | Ladda upp en bild av detta fornminne      |
| Nättraby 24:1             | Röse                        |              | Nättraby, Blekinge  |       | 56.212529, 15.486262 | 10100800240001 | Ladda upp en bild av detta fornminne      |
| Nättraby 24:2             | Stensättning                |              | Nättraby, Blekinge  |       | 56.212361, 15.486129 | 10100800240002 | Ladda upp en bild av detta fornminne      |
| Nättraby 25:1             | Hög                         |              | Nättraby, Blekinge  |       | 56.207551, 15.495197 | 10100800250001 | Ladda upp en bild av detta fornminne      |
| Nättraby 26:1             | Röse                        |              | Nättraby, Blekinge  |       | 56.211601, 15.496931 | 10100800260001 | Ladda upp en bild av detta fornminne      |
| Nättraby 27:1             | Röse                        |              | Nättraby, Blekinge  |       | 56.210654, 15.495968 | 10100800270001 | Ladda upp en bild av detta fornminne      |
| Nättraby 28:1             | Stensättning                |              | Nättraby, Blekinge  |       | 56.210061, 15.495651 | 10100800280001 | Ladda upp en bild av detta fornminne      |
| Nättraby 29:1             | Röse                        |              | Nättraby, Blekinge  |       | 56.212823, 15.496635 | 10100800290001 | Ladda upp en bild av detta fornminne      |
| Nättraby 30:1             | Röse                        |              | Nättraby, Blekinge  |       | 56.213395, 15.496210 | 10100800300001 | Ladda upp en bild av detta fornminne      |
| Nättraby 31:1             | Stensättning                |              | Nättraby, Blekinge  |       | 56.213681, 15.506268 | 10100800310001 | Ladda upp en bild av detta fornminne      |
| Nättraby 32:1             | Stensättning                |              | Nättraby, Blekinge  |       | 56.215995, 15.502783 | 10100800320001 | Ladda upp en bild av detta fornminne      |
| Nättraby 33:1             | Gravfält                    |              | Nättraby, Blekinge  |       | 56.206069, 15.507944 | 10100800330001 | Ladda upp en till bild av detta fornminne |
| Nättraby 34:1             | Gravfält                    |              | Nättraby, Blekinge  |       | 56.203243, 15.508940 | 10100800340001 | Ladda upp en bild av detta fornminne      |
| Nättraby 35:1             | Röse                        |              | Nättraby, Blekinge  |       | 56.204469, 15.511133 | 10100800350001 | Ladda upp en bild av detta fornminne      |
| Nättraby 36:1             | Röse                        |              | Nättraby, Blekinge  |       | 56.205996, 15.512677 | 10100800360001 | Ladda upp en bild av detta fornminne      |
| Nättraby 36:2             | Stensättning                |              | Nättraby, Blekinge  |       | 56.205753, 15.512740 | 10100800360002 | Ladda upp en bild av detta fornminne      |
| Nättraby 37:1             | Röse                        |              | Nättraby, Blekinge  |       | 56.206724, 15.513553 | 10100800370001 | Ladda upp en bild av detta fornminne      |
| Nättraby 38:1             | Stensättning                |              | Nättraby, Blekinge  |       | 56.209804, 15.512536 | 10100800380001 | Ladda upp en bild av detta fornminne      |
| Nättraby 39:1             | Röse                        |              | Nättraby, Blekinge  |       | 56.208044, 15.513209 | 10100800390001 | Ladda upp en bild av detta fornminne      |
| Nättraby 40:1             | Röse                        |              | Nättraby, Blekinge  |       | 56.208387, 15.509038 | 10100800400001 | Ladda upp en bild av detta fornminne      |
| Nättraby 40:2             | Röse                        |              | Nättraby, Blekinge  |       | 56.208212, 15.509701 | 10100800400002 | Ladda upp en bild av detta fornminne      |
| Nättraby 41:1             | Stensättning                |              | Nättraby, Blekinge  |       | 56.202219, 15.513813 | 10100800410001 | Ladda upp en bild av detta fornminne      |
| Nättraby 41:2             | Stensättning                |              | Nättraby, Blekinge  |       | 56.202162, 15.513674 | 10100800410002 | Ladda upp en bild av detta fornminne      |
| Nättraby 41:3             | Stensättning                |              | Nättraby, Blekinge  |       | 56.202092, 15.513864 | 10100800410003 | Ladda upp en bild av detta fornminne      |
| Nättraby 42:1             | Röse                        |              | Nättraby, Blekinge  |       | 56.200736, 15.517868 | 10100800420001 | Ladda upp en bild av detta fornminne      |
| Nättraby 43:1             | Röse                        |              | Nättraby, Blekinge  |       | 56.201055, 15.501579 | 10100800430001 | Ladda upp en bild av detta fornminne      |
| Nättraby 44:1             | Stensättning                |              | Nättraby, Blekinge  |       | 56.199717, 15.503254 | 10100800440001 | Ladda upp en bild av detta fornminne      |
| Nättraby 45:1             | Stensättning                |              | Nättraby, Blekinge  |       | 56.198494, 15.507148 | 10100800450001 | Ladda upp en bild av detta fornminne      |
| Nättraby 46:1             | Stensättning                |              | Nättraby, Blekinge  |       | 56.190039, 15.505575 | 10100800460001 | Ladda upp en bild av detta fornminne      |
| Nättraby 47:1             | Stensättning                |              | Nättraby, Blekinge  |       | 56.189832, 15.506380 | 10100800470001 | Ladda upp en bild av detta fornminne      |
| Nättraby 48:1             | Grav markerad av sten/block |              | Nättraby, Blekinge  |       | 56.194807, 15.504326 | 10100800480001 | Ladda upp en bild av detta fornminne      |
| Nättraby 49:1             | Röse                        |              | Nättraby, Blekinge  |       | 56.195924, 15.503068 | 10100800490001 | Ladda upp en bild av detta fornminne      |
| Nättraby 50:1             | Röse                        |              | Nättraby, Blekinge  |       | 56.196163, 15.501952 | 10100800500001 | Ladda upp en bild av detta fornminne      |
| Nättraby 50:2             | Stensättning                |              | Nättraby, Blekinge  |       | 56.196420, 15.501274 | 10100800500002 | Ladda upp en bild av detta fornminne      |
| Nättraby 51:1             | Stensättning                |              | Nättraby, Blekinge  |       | 56.195726, 15.499967 | 10100800510001 | Ladda upp en bild av detta fornminne      |
| Nättraby 52:1             | Stensättning                |              | Nättraby, Blekinge  |       | 56.196382, 15.499661 | 10100800520001 | Ladda upp en bild av detta fornminne      |
| Nättraby 53:1             | Grav markerad av sten/block |              | Nättraby, Blekinge  |       | 56.195660, 15.500855 | 10100800530001 | Ladda upp en bild av detta fornminne      |
| Nättraby 54:1             | Hällristning                |              | Nättraby, Blekinge  |       | 56.211036, 15.495603 | 10100800540001 | Ladda upp en bild av detta fornminne      |
| Nättraby 54:2             | Hällristning                |              | Nättraby, Blekinge  |       | 56.210894, 15.495501 | 10100800540002 | Ladda upp en till bild av detta fornminne |
| Nättraby 55:1             | Stensättning                |              | Nättraby, Blekinge  |       | 56.207181, 15.496774 | 10100800550001 | Ladda upp en bild av detta fornminne      |
| Nättraby 56:1             | Stensättning                |              | Nättraby, Blekinge  |       | 56.200607, 15.500902 | 10100800560001 | Ladda upp en bild av detta fornminne      |
| Nättraby 56:2             | Stensättning                |              | Nättraby, Blekinge  |       | 56.200339, 15.501440 | 10100800560002 | Ladda upp en bild av detta fornminne      |
| Nättraby 57:1             | Stensättning                |              | Nättraby, Blekinge  |       | 56.168868, 15.508917 | 10100800570001 | Ladda upp en bild av detta fornminne      |
| Nättraby 57:2             | Grav markerad av sten/block |              | Nättraby, Blekinge  |       | 56.168869, 15.509245 | 10100800570002 | Ladda upp en bild av detta fornminne      |
| Nättraby 58:1             | Stensättning                |              | Nättraby, Blekinge  |       | 56.167072, 15.522608 | 10100800580001 | Ladda upp en bild av detta fornminne      |
| Nättraby 59:1             | Stensättning                |              | Nättraby, Blekinge  |       | 56.182947, 15.555001 | 10100800590001 | Ladda upp en bild av detta fornminne      |
| Nättraby 61:1             | Stensättning                |              | Nättraby, Blekinge  |       | 56.178725, 15.490274 | 10100800610001 | Ladda upp en bild av detta fornminne      |
| Nättraby 63:1             | Röse                        |              | Nättraby, Blekinge  |       | 56.193742, 15.498043 | 10100800630001 | Ladda upp en bild av detta fornminne      |
| Nättraby 64:1             | Röse                        |              | Nättraby, Blekinge  |       | 56.198380, 15.489800 | 10100800640001 | Ladda upp en bild av detta fornminne      |
| Nättraby 65:1             | Gravfält                    |              | Nättraby, Blekinge  |       | 56.199355, 15.493932 | 10100800650001 | Ladda upp en bild av detta fornminne      |
| Nättraby 66:1             | Stensättning                |              | Nättraby, Blekinge  |       | 56.199498, 15.491930 | 10100800660001 | Ladda upp en bild av detta fornminne      |
| Nättraby 67:2             | Stensättning                |              | Nättraby, Blekinge  |       | 56.199911, 15.494007 | 10100800670002 | Ladda upp en bild av detta fornminne      |
| Nättraby 68:1             | Gravfält                    |              | Nättraby, Blekinge  |       | 56.199541, 15.497282 | 10100800680001 | Ladda upp en bild av detta fornminne      |
| Nättraby 70:1             | Stensättning                |              | Nättraby, Blekinge  |       | 56.179325, 15.535291 | 10100800700001 | Ladda upp en bild av detta fornminne      |
| Nättraby 71:1             | Röse                        |              | Nättraby, Blekinge  |       | 56.213318, 15.538385 | 10100800710001 | Ladda upp en bild av detta fornminne      |
| Nättraby 72:1             | Röse                        |              | Nättraby, Blekinge  |       | 56.213818, 15.537290 | 10100800720001 | Ladda upp en bild av detta fornminne      |
| Nättraby 73:1             | Stensättning                |              | Nättraby, Blekinge  |       | 56.214732, 15.536551 | 10100800730001 | Ladda upp en bild av detta fornminne      |
| Nättraby 73:2             | Röse                        |              | Nättraby, Blekinge  |       | 56.214687, 15.537117 | 10100800730002 | Ladda upp en bild av detta fornminne      |
| Nättraby 74:1             | Röse                        |              | Nättraby, Blekinge  |       | 56.216324, 15.534914 | 10100800740001 | Ladda upp en bild av detta fornminne      |
| Nättraby 74:2             | Stensättning                |              | Nättraby, Blekinge  |       | 56.216486, 15.534719 | 10100800740002 | Ladda upp en bild av detta fornminne      |
| Nättraby 74:3             | Stensättning                |              | Nättraby, Blekinge  |       | 56.216118, 15.535607 | 10100800740003 | Ladda upp en bild av detta fornminne      |
| Nättraby 75:1             | Röse                        |              | Nättraby, Blekinge  |       | 56.212370, 15.539253 | 10100800750001 | Ladda upp en till bild av detta fornminne |
| Nättraby 78:1             | Stensättning                |              | Nättraby, Blekinge  |       | 56.207938, 15.537782 | 10100800780001 | Ladda upp en bild av detta fornminne      |
| Nättraby 79:1             | Stensättning                |              | Nättraby, Blekinge  |       | 56.203541, 15.542542 | 10100800790001 | Ladda upp en bild av detta fornminne      |
| Nättraby 80:1             | Röse                        |              | Nättraby, Blekinge  |       | 56.197673, 15.550614 | 10100800800001 | Ladda upp en bild av detta fornminne      |
| Nättraby 81:1             | Stensättning                |              | Nättraby, Blekinge  |       | 56.208593, 15.547302 | 10100800810001 | Ladda upp en bild av detta fornminne      |
| Nättraby 82:1             | Stensättning                |              | Nättraby, Blekinge  |       | 56.208186, 15.547773 | 10100800820001 | Ladda upp en bild av detta fornminne      |
| Nättraby 82:2             | Stensättning                |              | Nättraby, Blekinge  |       | 56.207985, 15.547904 | 10100800820002 | Ladda upp en bild av detta fornminne      |
| Stora rör (Nättraby 83:1) | Röse                        |              | Nättraby, Blekinge  |       | 56.201717, 15.551221 | 10100800830001 | Ladda upp en bild av detta fornminne      |
| Nättraby 84:1             | Stensättning                |              | Nättraby, Blekinge  |       | 56.197721, 15.541033 | 10100800840001 | Ladda upp en bild av detta fornminne      |
| Nättraby 85:1             | Stensättning                |              | Nättraby, Blekinge  |       | 56.219126, 15.529796 | 10100800850001 | Ladda upp en bild av detta fornminne      |
| Nättraby 86:1             | Stensättning                |              | Nättraby, Blekinge  |       | 56.219103, 15.530687 | 10100800860001 | Ladda upp en bild av detta fornminne      |
| Nättraby 86:2             | Stensättning                |              | Nättraby, Blekinge  |       | 56.218878, 15.530433 | 10100800860002 | Ladda upp en bild av detta fornminne      |
| Nättraby 90:1             | Stensättning                |              | Nättraby, Blekinge  |       | 56.202007, 15.527178 | 10100800900001 | Ladda upp en bild av detta fornminne      |
| Nättraby 91:1             | Stensättning                |              | Nättraby, Blekinge  |       | 56.214783, 15.521051 | 10100800910001 | Ladda upp en bild av detta fornminne      |
| Nättraby 91:2             | Stensättning                |              | Nättraby, Blekinge  |       | 56.214805, 15.521305 | 10100800910002 | Ladda upp en bild av detta fornminne      |
| Nättraby 91:3             | Stensättning                |              | Nättraby, Blekinge  |       | 56.214875, 15.521573 | 10100800910003 | Ladda upp en bild av detta fornminne      |
| Nättraby 95:1             | Stensättning                |              | Nättraby, Blekinge  |       | 56.202516, 15.546343 | 10100800950001 | Ladda upp en bild av detta fornminne      |
| Nättraby 96:1             | Stensättning                |              | Nättraby, Blekinge  |       | 56.201768, 15.547505 | 10100800960001 | Ladda upp en bild av detta fornminne      |
| Nättraby 97:1             | Stensättning                |              | Nättraby, Blekinge  |       | 56.210375, 15.513942 | 10100800970001 | Ladda upp en bild av detta fornminne      |
| Nättraby 98:1             | Stensättning                |              | Nättraby, Blekinge  |       | 56.231076, 15.612527 | 10100800980001 | Ladda upp en bild av detta fornminne      |
| Nättraby 99:1             | Hällristning                |              | Nättraby, Blekinge  |       | 56.206370, 15.544826 | 10100800990001 | Ladda upp en bild av detta fornminne      |
| Nättraby 100:1            | Hällristning                |              | Nättraby, Blekinge  |       | 56.195510, 15.511141 | 10100801000001 | Ladda upp en bild av detta fornminne      |
| Nättraby 103:1            | Stensättning                |              | Nättraby, Blekinge  |       | 56.208886, 15.537737 | 10100801030001 | Ladda upp en bild av detta fornminne      |
| Nättraby 109:2            | Stenkrets                   |              | Nättraby, Blekinge  |       | 56.201176, 15.500553 | 10100801090002 | Ladda upp en bild av detta fornminne      |
| Nättraby 122              | Hällristning                |              | Nättraby, Blekinge  |       | 56.196129, 15.508949 | 12000000100152 | Ladda upp en bild av detta fornminne      |
| Nättraby 123              | Hällristning                |              | Nättraby, Blekinge  |       | 56.190876, 15.512226 | 12000000100159 | Ladda upp en bild av detta fornminne      |
| Nättraby 124              | Hällristning                |              | Nättraby, Blekinge  |       | 56.196120, 15.514638 | 12000000100175 | Ladda upp en bild av detta fornminne      |
| Nättraby 125              | Hällristning                |              | Nättraby, Blekinge  |       | 56.203798, 15.503895 | 12000000100187 | Ladda upp en bild av detta fornminne      |
| Nättraby 126              | Hällristning                |              | Nättraby, Blekinge  |       | 56.199325, 15.503468 | 12000000100189 | Ladda upp en bild av detta fornminne      |
| Nättraby 127              | Hällristning                |              | Nättraby, Blekinge  |       | 56.209800, 15.496105 | 12000000100191 | Ladda upp en bild av detta fornminne      |
| Nättraby 128              | Hällristning                |              | Nättraby, Blekinge  |       | 56.198167, 15.506583 | 12000000100194 | Ladda upp en bild av detta fornminne      |
| Nättraby 129              | Hällristning                |              | Nättraby, Blekinge  |       | 56.210175, 15.495878 | 12000000100196 | Ladda upp en bild av detta fornminne      |
| Nättraby 130              | Hällristning                |              | Nättraby, Blekinge  |       | 56.198115, 15.506772 | 12000000100198 | Ladda upp en bild av detta fornminne      |
| Nättraby 131              | Hällristning                |              | Nättraby, Blekinge  |       | 56.210275, 15.496598 | 12000000100200 | Ladda upp en bild av detta fornminne      |
| Nättraby 132              | Hällristning                |              | Nättraby, Blekinge  |       | 56.199200, 15.506338 | 12000000100202 | Ladda upp en bild av detta fornminne      |
| Nättraby 133              | Hällristning                |              | Nättraby, Blekinge  |       | 56.210466, 15.496419 | 12000000100204 | Ladda upp en bild av detta fornminne      |
| Nättraby 134              | Hällristning                |              | Nättraby, Blekinge  |       | 56.210165, 15.494543 | 12000000100206 | Ladda upp en bild av detta fornminne      |
| Nättraby 135              | Hällristning                |              | Nättraby, Blekinge  |       | 56.206560, 15.508155 | 12000000100208 | Ladda upp en bild av detta fornminne      |
| Nättraby 136              | Hällristning                |              | Nättraby, Blekinge  |       | 56.211272, 15.492479 | 12000000100210 | Ladda upp en bild av detta fornminne      |
| Nättraby 137              | Hällristning                |              | Nättraby, Blekinge  |       | 56.202808, 15.508485 | 12000000100212 | Ladda upp en bild av detta fornminne      |
| Nättraby 138              | Hällristning                |              | Nättraby, Blekinge  |       | 56.209903, 15.495124 | 12000000100214 | Ladda upp en bild av detta fornminne      |
| Nättraby 139              | Hällristning                |              | Nättraby, Blekinge  |       | 56.202696, 15.508604 | 12000000100216 | Ladda upp en bild av detta fornminne      |
| Nättraby 140              | Hällristning                |              | Nättraby, Blekinge  |       | 56.209619, 15.494937 | 12000000100218 | Ladda upp en bild av detta fornminne      |
| Nättraby 141              | Hällristning                |              | Nättraby, Blekinge  |       | 56.209865, 15.495656 | 12000000100220 | Ladda upp en bild av detta fornminne      |
| Nättraby 142              | Hällristning                |              | Nättraby, Blekinge  |       | 56.210068, 15.495170 | 12000000100222 | Ladda upp en bild av detta fornminne      |
| Nättraby 143              | Hällristning                |              | Nättraby, Blekinge  |       | 56.211466, 15.493836 | 12000000100224 | Ladda upp en bild av detta fornminne      |
| Nättraby 144              | Hällristning                |              | Nättraby, Blekinge  |       | 56.211043, 15.495812 | 12000000100226 | Ladda upp en bild av detta fornminne      |
| Nättraby 145              | Hällristning                |              | Nättraby, Blekinge  |       | 56.211230, 15.494286 | 12000000100228 | Ladda upp en bild av detta fornminne      |
| Nättraby 146              | Hällristning                |              | Nättraby, Blekinge  |       | 56.210828, 15.496699 | 12000000100230 | Ladda upp en bild av detta fornminne      |
| Nättraby 148              | Hällristning                |              | Nättraby, Blekinge  |       | 56.204196, 15.504017 | 12000000100520 | Ladda upp en bild av detta fornminne      |
| Nättraby 152              | Stensättning                |              | Nättraby, Blekinge  |       | 56.215964, 15.502813 | 12000000119896 | Ladda upp en bild av detta fornminne      |
| Nättraby 153              | Hällristning                |              | Nättraby, Blekinge  |       | 56.203852, 15.507800 | 12000000119897 | Ladda upp en bild av detta fornminne      |
| Nättraby 154              | Stensättning                |              | Nättraby, Blekinge  |       | 56.195725, 15.500514 | 12000000119899 | Ladda upp en bild av detta fornminne      |
| Nättraby 155              | Röse                        |              | Nättraby, Blekinge  |       | 56.202838, 15.510791 | 12000000119901 | Ladda upp en bild av detta fornminne      |
| Nättraby 156              | Röse                        |              | Nättraby, Blekinge  |       | 56.215709, 15.502938 | 12000000119902 | Ladda upp en bild av detta fornminne      |
| Nättraby 157              | Stensättning                |              | Nättraby, Blekinge  |       | 56.198353, 15.489873 | 12000000119903 | Ladda upp en bild av detta fornminne      |
| Nättraby 160              | Stensättning                |              | Nättraby, Blekinge  |       | 56.211267, 15.505320 | 12000000119906 | Ladda upp en bild av detta fornminne      |
| Nättraby 162              | Stensättning                |              | Nättraby, Blekinge  |       | 56.211290, 15.505224 | 12000000119908 | Ladda upp en bild av detta fornminne      |
| Nättraby 164              | Röse                        |              | Nättraby, Blekinge  |       | 56.209144, 15.508660 | 12000000119910 | Ladda upp en bild av detta fornminne      |
| Nättraby 165              | Stensättning                |              | Nättraby, Blekinge  |       | 56.199471, 15.492201 | 12000000119912 | Ladda upp en bild av detta fornminne      |
| Nättraby 166              | Stensättning                |              | Nättraby, Blekinge  |       | 56.219833, 15.529266 | 12000000133374 | Ladda upp en bild av detta fornminne      |
| Nättraby 167              | Hällristning                |              | Nättraby, Blekinge  |       | 56.202967, 15.544026 | 12000000133637 | Ladda upp en bild av detta fornminne      |
| Nättraby 168              | Hällristning                |              | Nättraby, Blekinge  |       | 56.203197, 15.542292 | 12000000133639 | Ladda upp en bild av detta fornminne      |
| Nättraby 169              | Hällristning                |              | Nättraby, Blekinge  |       | 56.202888, 15.544257 | 12000000133641 | Ladda upp en bild av detta fornminne      |
| Nättraby 170              | Hällristning                |              | Nättraby, Blekinge  |       | 56.200095, 15.546350 | 12000000133643 | Ladda upp en bild av detta fornminne      |
| Nättraby 171              | Hällristning                |              | Nättraby, Blekinge  |       | 56.199132, 15.547459 | 12000000133645 | Ladda upp en bild av detta fornminne      |
| Nättraby 172              | Hällristning                |              | Nättraby, Blekinge  |       | 56.215682, 15.533681 | 12000000133678 | Ladda upp en bild av detta fornminne      |
| Nättraby 173              | Hällristning                |              | Nättraby, Blekinge  |       | 56.199064, 15.546698 | 12000000133680 | Ladda upp en bild av detta fornminne      |
| Nättraby 174              | Hällristning                |              | Nättraby, Blekinge  |       | 56.214687, 15.534486 | 12000000133682 | Ladda upp en bild av detta fornminne      |
| Nättraby 175              | Hällristning                |              | Nättraby, Blekinge  |       | 56.212552, 15.535517 | 12000000133684 | Ladda upp en bild av detta fornminne      |
| Nättraby 176              | Hällristning                |              | Nättraby, Blekinge  |       | 56.205893, 15.547642 | 12000000133686 | Ladda upp en bild av detta fornminne      |
| Nättraby 177              | Hällristning                |              | Nättraby, Blekinge  |       | 56.205856, 15.547622 | 12000000133688 | Ladda upp en bild av detta fornminne      |
| Nättraby 178              | Hällristning                |              | Nättraby, Blekinge  |       | 56.205322, 15.544459 | 12000000133690 | Ladda upp en bild av detta fornminne      |
| Nättraby 179              | Hällristning                |              | Nättraby, Blekinge  |       | 56.213014, 15.520880 | 12000000133692 | Ladda upp en bild av detta fornminne      |
| Nättraby 180              | Stensättning                |              | Nättraby, Blekinge  |       | 56.220122, 15.529208 | 12000000133720 | Ladda upp en bild av detta fornminne      |
| Nättraby 181              | Stensättning                |              | Nättraby, Blekinge  |       | 56.220028, 15.529356 | 12000000133721 | Ladda upp en bild av detta fornminne      |
| Nättraby 182              | Stensättning                |              | Nättraby, Blekinge  |       | 56.197755, 15.550960 | 12000000133722 | Ladda upp en bild av detta fornminne      |
| Nättraby 183              | Gravfält                    |              | Nättraby, Blekinge  |       | 56.219815, 15.530096 | 12000000133723 | Ladda upp en bild av detta fornminne      |
| Nättraby 184              | Stensättning                |              | Nättraby, Blekinge  |       | 56.220092, 15.529295 | 12000000133725 | Ladda upp en bild av detta fornminne      |
| Nättraby 185              | Stensättning                |              | Nättraby, Blekinge  |       | 56.214840, 15.520257 | 12000000133908 | Ladda upp en bild av detta fornminne      |
| Nättraby 186              | Stensättning                |              | Nättraby, Blekinge  |       | 56.214812, 15.520168 | 12000000133909 | Ladda upp en bild av detta fornminne      |
| Nättraby 189              | Stensättning                |              | Nättraby, Blekinge  |       | 56.214840, 15.520257 | 12000000133912 | Ladda upp en bild av detta fornminne      |
| Nättraby 191              | Stensättning                |              | Nättraby, Blekinge  |       | 56.214812, 15.520168 | 12000000133914 | Ladda upp en bild av detta fornminne      |
| Nättraby 193              | Hällristning                |              | Nättraby, Blekinge  |       | 56.223155, 15.570161 | 12000000133938 | Ladda upp en bild av detta fornminne      |
| Nättraby 194              | Hällristning                |              | Nättraby, Blekinge  |       | 56.224157, 15.572433 | 12000000133940 | Ladda upp en bild av detta fornminne      |
| Nättraby 195              | Hällristning                |              | Nättraby, Blekinge  |       | 56.224319, 15.572616 | 12000000133942 | Ladda upp en bild av detta fornminne      |
| Nättraby 196              | Hällristning                |              | Nättraby, Blekinge  |       | 56.223154, 15.598239 | 12000000133944 | Ladda upp en bild av detta fornminne      |
| Nättraby 197              | Stensättning                |              | Nättraby, Blekinge  |       | 56.233681, 15.592257 | 12000000133946 | Ladda upp en bild av detta fornminne      |
| Nättraby 198              | Stensättning                |              | Nättraby, Blekinge  |       | 56.219483, 15.584831 | 12000000133947 | Ladda upp en bild av detta fornminne      |
| Nättraby 199              | Hällristning                |              | Nättraby, Blekinge  |       | 56.218189, 15.586323 | 12000000133966 | Ladda upp en bild av detta fornminne      |
| Nättraby 200              | Stensättning                |              | Nättraby, Blekinge  |       | 56.223653, 15.570877 | 12000000133968 | Ladda upp en bild av detta fornminne      |
| Nättraby 201              | Stensättning                |              | Nättraby, Blekinge  |       | 56.209576, 15.487434 | 12000000133969 | Ladda upp en bild av detta fornminne      |
| Nättraby 202              | Grav markerad av sten/block |              | Nättraby, Blekinge  |       | 56.209615, 15.488638 | 12000000133970 | Ladda upp en bild av detta fornminne      |
| Nättraby 203              | Stensättning                |              | Nättraby, Blekinge  |       | 56.214673, 15.594937 | 12000000133971 | Ladda upp en bild av detta fornminne      |
| Nättraby 209              | Stensättning                |              | Nättraby, Blekinge  |       | 56.216982, 15.570669 | 12000000135893 | Ladda upp en bild av detta fornminne      |

## Ramdala
| Namn          | Lämningstyp                 | Tillkomsttid | Historisk indelning | Plats | Läge                 | ID-nr          | Bild                                 |
| ------------- | --------------------------- | ------------ | ------------------- | ----- | -------------------- | -------------- | ------------------------------------ |
| Ramdala 2:1   | Grav markerad av sten/block |              | Ramdala, Blekinge   |       | 56.138156, 15.725881 | 10100900020001 | Ladda upp en bild av detta fornminne |
| Ramdala 2:2   | Grav markerad av sten/block |              | Ramdala, Blekinge   |       | 56.138256, 15.725449 | 10100900020002 | Ladda upp en bild av detta fornminne |
| Ramdala 13:1  | Röse                        |              | Ramdala, Blekinge   |       | 56.129619, 15.752054 | 10100900130001 | Ladda upp en bild av detta fornminne |
| Ramdala 18:1  | Röse                        |              | Ramdala, Blekinge   |       | 56.110072, 15.739445 | 10100900180001 | Ladda upp en bild av detta fornminne |
| Ramdala 23:1  | Stensättning                |              | Ramdala, Blekinge   |       | 56.163702, 15.761611 | 10100900230001 | Ladda upp en bild av detta fornminne |
| Ramdala 24:1  | Röse                        |              | Ramdala, Blekinge   |       | 56.172192, 15.794468 | 10100900240001 | Ladda upp en bild av detta fornminne |
| Ramdala 25:1  | Röse                        |              | Ramdala, Blekinge   |       | 56.170818, 15.797896 | 10100900250001 | Ladda upp en bild av detta fornminne |
| Ramdala 26:1  | Grav markerad av sten/block |              | Ramdala, Blekinge   |       | 56.171751, 15.801768 | 10100900260001 | Ladda upp en bild av detta fornminne |
| Ramdala 27:1  | Röse                        |              | Ramdala, Blekinge   |       | 56.171704, 15.792750 | 10100900270001 | Ladda upp en bild av detta fornminne |
| Ramdala 28:1  | Röse                        |              | Ramdala, Blekinge   |       | 56.169246, 15.799817 | 10100900280001 | Ladda upp en bild av detta fornminne |
| Ramdala 29:1  | Röse                        |              | Ramdala, Blekinge   |       | 56.169324, 15.807257 | 10100900290001 | Ladda upp en bild av detta fornminne |
| Ramdala 30:1  | Röse                        |              | Ramdala, Blekinge   |       | 56.167194, 15.804187 | 10100900300001 | Ladda upp en bild av detta fornminne |
| Ramdala 32:1  | Stensättning                |              | Ramdala, Blekinge   |       | 56.174160, 15.791872 | 10100900320001 | Ladda upp en bild av detta fornminne |
| Ramdala 34:1  | Röse                        |              | Ramdala, Blekinge   |       | 56.171628, 15.772780 | 10100900340001 | Ladda upp en bild av detta fornminne |
| Ramdala 35:1  | Röse                        |              | Ramdala, Blekinge   |       | 56.172378, 15.770711 | 10100900350001 | Ladda upp en bild av detta fornminne |
| Ramdala 36:1  | Hög                         |              | Ramdala, Blekinge   |       | 56.173165, 15.766096 | 10100900360001 | Ladda upp en bild av detta fornminne |
| Ramdala 36:2  | Grav markerad av sten/block |              | Ramdala, Blekinge   |       | 56.173409, 15.766770 | 10100900360002 | Ladda upp en bild av detta fornminne |
| Ramdala 37:1  | Röse                        |              | Ramdala, Blekinge   |       | 56.174009, 15.766079 | 10100900370001 | Ladda upp en bild av detta fornminne |
| Ramdala 39:1  | Röse                        |              | Ramdala, Blekinge   |       | 56.172258, 15.813230 | 10100900390001 | Ladda upp en bild av detta fornminne |
| Ramdala 40:1  | Röse                        |              | Ramdala, Blekinge   |       | 56.168736, 15.760852 | 10100900400001 | Ladda upp en bild av detta fornminne |
| Ramdala 42:1  | Stenkrets                   |              | Ramdala, Blekinge   |       | 56.163582, 15.757421 | 10100900420001 | Ladda upp en bild av detta fornminne |
| Ramdala 42:2  | Stenkrets                   |              | Ramdala, Blekinge   |       | 56.163419, 15.757450 | 10100900420002 | Ladda upp en bild av detta fornminne |
| Ramdala 43:1  | Grav markerad av sten/block |              | Ramdala, Blekinge   |       | 56.162753, 15.757303 | 10100900430001 | Ladda upp en bild av detta fornminne |
| Ramdala 43:2  | Grav markerad av sten/block |              | Ramdala, Blekinge   |       | 56.162564, 15.757353 | 10100900430002 | Ladda upp en bild av detta fornminne |
| Ramdala 44:1  | Gravfält                    |              | Ramdala, Blekinge   |       | 56.152566, 15.732358 | 10100900440001 | Ladda upp en bild av detta fornminne |
| Ramdala 46:1  | Stensättning                |              | Ramdala, Blekinge   |       | 56.153595, 15.727212 | 10100900460001 | Ladda upp en bild av detta fornminne |
| Ramdala 46:2  | Stensättning                |              | Ramdala, Blekinge   |       | 56.153717, 15.726998 | 10100900460002 | Ladda upp en bild av detta fornminne |
| Ramdala 47:1  | Röse                        |              | Ramdala, Blekinge   |       | 56.155620, 15.725029 | 10100900470001 | Ladda upp en bild av detta fornminne |
| Ramdala 50:1  | Stensättning                |              | Ramdala, Blekinge   |       | 56.161172, 15.735652 | 10100900500001 | Ladda upp en bild av detta fornminne |
| Ramdala 50:2  | Stensättning                |              | Ramdala, Blekinge   |       | 56.161288, 15.735459 | 10100900500002 | Ladda upp en bild av detta fornminne |
| Ramdala 55:1  | Röse                        |              | Ramdala, Blekinge   |       | 56.181201, 15.717343 | 10100900550001 | Ladda upp en bild av detta fornminne |
| Ramdala 56:1  | Röse                        |              | Ramdala, Blekinge   |       | 56.177355, 15.746459 | 10100900560001 | Ladda upp en bild av detta fornminne |
| Ramdala 57:1  | Hög                         |              | Ramdala, Blekinge   |       | 56.178129, 15.730614 | 10100900570001 | Ladda upp en bild av detta fornminne |
| Ramdala 58:1  | Röse                        |              | Ramdala, Blekinge   |       | 56.171649, 15.735090 | 10100900580001 | Ladda upp en bild av detta fornminne |
| Ramdala 59:1  | Röse                        |              | Ramdala, Blekinge   |       | 56.191170, 15.793063 | 10100900590001 | Ladda upp en bild av detta fornminne |
| Ramdala 60:1  | Stensättning                |              | Ramdala, Blekinge   |       | 56.189490, 15.795459 | 10100900600001 | Ladda upp en bild av detta fornminne |
| Ramdala 60:2  | Stensättning                |              | Ramdala, Blekinge   |       | 56.189650, 15.796378 | 10100900600002 | Ladda upp en bild av detta fornminne |
| Ramdala 60:3  | Stensättning                |              | Ramdala, Blekinge   |       | 56.189793, 15.796732 | 10100900600003 | Ladda upp en bild av detta fornminne |
| Ramdala 61:1  | Stensättning                |              | Ramdala, Blekinge   |       | 56.188313, 15.796535 | 10100900610001 | Ladda upp en bild av detta fornminne |
| Ramdala 63:1  | Hällristning                |              | Ramdala, Blekinge   |       | 56.186632, 15.790834 | 10100900630001 | Ladda upp en bild av detta fornminne |
| Ramdala 64:1  | Stensättning                |              | Ramdala, Blekinge   |       | 56.195577, 15.791416 | 10100900640001 | Ladda upp en bild av detta fornminne |
| Ramdala 65:1  | Stensättning                |              | Ramdala, Blekinge   |       | 56.193086, 15.784623 | 10100900650001 | Ladda upp en bild av detta fornminne |
| Ramdala 67:1  | Hög                         |              | Ramdala, Blekinge   |       | 56.185493, 15.777216 | 10100900670001 | Ladda upp en bild av detta fornminne |
| Ramdala 68:1  | Röse                        |              | Ramdala, Blekinge   |       | 56.191608, 15.777907 | 10100900680001 | Ladda upp en bild av detta fornminne |
| Ramdala 69:1  | Röse                        |              | Ramdala, Blekinge   |       | 56.191488, 15.779601 | 10100900690001 | Ladda upp en bild av detta fornminne |
| Ramdala 70:1  | Stensättning                |              | Ramdala, Blekinge   |       | 56.190713, 15.778676 | 10100900700001 | Ladda upp en bild av detta fornminne |
| Ramdala 70:2  | Stensättning                |              | Ramdala, Blekinge   |       | 56.190665, 15.778673 | 10100900700002 | Ladda upp en bild av detta fornminne |
| Ramdala 71:1  | Stensättning                |              | Ramdala, Blekinge   |       | 56.191941, 15.780739 | 10100900710001 | Ladda upp en bild av detta fornminne |
| Ramdala 72:1  | Grav markerad av sten/block |              | Ramdala, Blekinge   |       | 56.194433, 15.773261 | 10100900720001 | Ladda upp en bild av detta fornminne |
| Ramdala 77:1  | Stensättning                |              | Ramdala, Blekinge   |       | 56.188443, 15.762260 | 10100900770001 | Ladda upp en bild av detta fornminne |
| Ramdala 78:1  | Hög                         |              | Ramdala, Blekinge   |       | 56.192174, 15.762176 | 10100900780001 | Ladda upp en bild av detta fornminne |
| Ramdala 78:2  | Stensättning                |              | Ramdala, Blekinge   |       | 56.192158, 15.762504 | 10100900780002 | Ladda upp en bild av detta fornminne |
| Ramdala 78:3  | Stensättning                |              | Ramdala, Blekinge   |       | 56.192275, 15.762521 | 10100900780003 | Ladda upp en bild av detta fornminne |
| Ramdala 79:1  | Grav markerad av sten/block |              | Ramdala, Blekinge   |       | 56.192792, 15.765003 | 10100900790001 | Ladda upp en bild av detta fornminne |
| Ramdala 81:1  | Grav markerad av sten/block |              | Ramdala, Blekinge   |       | 56.182772, 15.735000 | 10100900810001 | Ladda upp en bild av detta fornminne |
| Ramdala 82:1  | Gravfält                    |              | Ramdala, Blekinge   |       | 56.186475, 15.734449 | 10100900820001 | Ladda upp en bild av detta fornminne |
| Ramdala 83:1  | Stensättning                |              | Ramdala, Blekinge   |       | 56.190463, 15.742692 | 10100900830001 | Ladda upp en bild av detta fornminne |
| Ramdala 84:1  | Röse                        |              | Ramdala, Blekinge   |       | 56.190220, 15.744404 | 10100900840001 | Ladda upp en bild av detta fornminne |
| Ramdala 84:2  | Stensättning                |              | Ramdala, Blekinge   |       | 56.190577, 15.743829 | 10100900840002 | Ladda upp en bild av detta fornminne |
| Ramdala 84:3  | Stensättning                |              | Ramdala, Blekinge   |       | 56.190636, 15.743916 | 10100900840003 | Ladda upp en bild av detta fornminne |
| Ramdala 85:1  | Gravfält                    |              | Ramdala, Blekinge   |       | 56.192051, 15.744301 | 10100900850001 | Ladda upp en bild av detta fornminne |
| Ramdala 86:1  | Gravfält                    |              | Ramdala, Blekinge   |       | 56.192608, 15.742214 | 10100900860001 | Ladda upp en bild av detta fornminne |
| Ramdala 87:1  | Gravfält                    |              | Ramdala, Blekinge   |       | 56.192421, 15.740608 | 10100900870001 | Ladda upp en bild av detta fornminne |
| Ramdala 91:1  | Grav markerad av sten/block |              | Ramdala, Blekinge   |       | 56.192305, 15.736923 | 10100900910001 | Ladda upp en bild av detta fornminne |
| Ramdala 91:2  | Grav markerad av sten/block |              | Ramdala, Blekinge   |       | 56.192356, 15.736538 | 10100900910002 | Ladda upp en bild av detta fornminne |
| Ramdala 93:1  | Grav markerad av sten/block |              | Ramdala, Blekinge   |       | 56.200726, 15.770111 | 10100900930001 | Ladda upp en bild av detta fornminne |
| Ramdala 95:1  | Grav markerad av sten/block |              | Ramdala, Blekinge   |       | 56.230651, 15.776119 | 10100900950001 | Ladda upp en bild av detta fornminne |
| Ramdala 96:1  | Stensättning                |              | Ramdala, Blekinge   |       | 56.193290, 15.761604 | 10100900960001 | Ladda upp en bild av detta fornminne |
| Ramdala 98:1  | Röse                        |              | Ramdala, Blekinge   |       | 56.148399, 15.824982 | 10100900980001 | Ladda upp en bild av detta fornminne |
| Ramdala 104:1 | Stensättning                |              | Ramdala, Blekinge   |       | 56.113301, 15.765793 | 10100901040001 | Ladda upp en bild av detta fornminne |
| Ramdala 110:1 | Stensättning                |              | Ramdala, Blekinge   |       | 56.193688, 15.784855 | 10100901100001 | Ladda upp en bild av detta fornminne |
| Ramdala 111:1 | Hällristning                |              | Ramdala, Blekinge   |       | 56.192509, 15.764702 | 10100901110001 | Ladda upp en bild av detta fornminne |
| Ramdala 112:1 | Stensättning                |              | Ramdala, Blekinge   |       | 56.191050, 15.763906 | 10100901120001 | Ladda upp en bild av detta fornminne |
| Ramdala 113:1 | Stensättning                |              | Ramdala, Blekinge   |       | 56.189475, 15.761298 | 10100901130001 | Ladda upp en bild av detta fornminne |
| Ramdala 114:1 | Stensättning                |              | Ramdala, Blekinge   |       | 56.190263, 15.763187 | 10100901140001 | Ladda upp en bild av detta fornminne |
| Ramdala 115:1 | Hällristning                |              | Ramdala, Blekinge   |       | 56.194047, 15.757918 | 10100901150001 | Ladda upp en bild av detta fornminne |
| Ramdala 116:1 | Hällristning                |              | Ramdala, Blekinge   |       | 56.196208, 15.755017 | 10100901160001 | Ladda upp en bild av detta fornminne |
| Ramdala 116:2 | Hällristning                |              | Ramdala, Blekinge   |       | 56.196309, 15.754853 | 10100901160002 | Ladda upp en bild av detta fornminne |
| Ramdala 117:1 | Hällristning                |              | Ramdala, Blekinge   |       | 56.196980, 15.751896 | 10100901170001 | Ladda upp en bild av detta fornminne |
| Ramdala 118:1 | Hällristning                |              | Ramdala, Blekinge   |       | 56.197302, 15.750491 | 10100901180001 | Ladda upp en bild av detta fornminne |
| Ramdala 118:2 | Hällristning                |              | Ramdala, Blekinge   |       | 56.197701, 15.750805 | 10100901180002 | Ladda upp en bild av detta fornminne |
| Ramdala 118:3 | Hällristning                |              | Ramdala, Blekinge   |       | 56.197997, 15.751304 | 10100901180003 | Ladda upp en bild av detta fornminne |
| Ramdala 119:1 | Hällristning                |              | Ramdala, Blekinge   |       | 56.198417, 15.752457 | 10100901190001 | Ladda upp en bild av detta fornminne |
| Ramdala 120:1 | Hällristning                |              | Ramdala, Blekinge   |       | 56.196488, 15.746646 | 10100901200001 | Ladda upp en bild av detta fornminne |
| Ramdala 121:1 | Stensättning                |              | Ramdala, Blekinge   |       | 56.200202, 15.753454 | 10100901210001 | Ladda upp en bild av detta fornminne |
| Ramdala 122:1 | Grav markerad av sten/block |              | Ramdala, Blekinge   |       | 56.193056, 15.745239 | 10100901220001 | Ladda upp en bild av detta fornminne |
| Ramdala 129:1 | Fornborg                    |              | Ramdala, Blekinge   |       | 56.099050, 15.739400 | 10100901290001 | Ladda upp en bild av detta fornminne |
| Ramdala 144   | Hällristning                |              | Ramdala, Blekinge   |       | 56.186801, 15.784271 | 12000000100157 | Ladda upp en bild av detta fornminne |
| Ramdala 145   | Hällristning                |              | Ramdala, Blekinge   |       | 56.186934, 15.790659 | 12000000100163 | Ladda upp en bild av detta fornminne |
| Ramdala 146   | Hällristning                |              | Ramdala, Blekinge   |       | 56.187009, 15.784357 | 12000000100167 | Ladda upp en bild av detta fornminne |
| Ramdala 147   | Hällristning                |              | Ramdala, Blekinge   |       | 56.182878, 15.792566 | 12000000100171 | Ladda upp en bild av detta fornminne |
| Ramdala 148   | Hällristning                |              | Ramdala, Blekinge   |       | 56.186671, 15.775236 | 12000000100185 | Ladda upp en bild av detta fornminne |
| Ramdala 151   | Stensättning                |              | Ramdala, Blekinge   |       | 56.172808, 15.790912 | 12000000124679 | Ladda upp en bild av detta fornminne |
| Ramdala 158   | Stensättning                |              | Ramdala, Blekinge   |       | 56.169932, 15.773085 | 12000000125204 | Ladda upp en bild av detta fornminne |
| Ramdala 163   | Röse                        |              | Ramdala, Blekinge   |       | 56.196678, 15.788205 | 12000000126174 | Ladda upp en bild av detta fornminne |
| Ramdala 164   | Stensättning                |              | Ramdala, Blekinge   |       | 56.196207, 15.789535 | 12000000126175 | Ladda upp en bild av detta fornminne |
| Ramdala 182   | Hällristning                |              | Ramdala, Blekinge   |       | 56.193483, 15.764747 | 12000000126544 | Ladda upp en bild av detta fornminne |
| Ramdala 183   | Hällristning                |              | Ramdala, Blekinge   |       | 56.192143, 15.766802 | 12000000126617 | Ladda upp en bild av detta fornminne |
| Ramdala 187   | Hällristning                |              | Ramdala, Blekinge   |       | 56.192718, 15.742403 | 12000000127004 | Ladda upp en bild av detta fornminne |
| Ramdala 188   | Hällristning                |              | Ramdala, Blekinge   |       | 56.192767, 15.742502 | 12000000127006 | Ladda upp en bild av detta fornminne |
| Ramdala 189   | Hällristning                |              | Ramdala, Blekinge   |       | 56.192765, 15.742560 | 12000000127009 | Ladda upp en bild av detta fornminne |
| Ramdala 190   | Hällristning                |              | Ramdala, Blekinge   |       | 56.193175, 15.742660 | 12000000127011 | Ladda upp en bild av detta fornminne |
| Ramdala 193   | Hällristning                |              | Ramdala, Blekinge   |       | 56.193128, 15.742912 | 12000000127015 | Ladda upp en bild av detta fornminne |
| Ramdala 194   | Hällristning                |              | Ramdala, Blekinge   |       | 56.196771, 15.747566 | 12000000127080 | Ladda upp en bild av detta fornminne |
| Ramdala 195   | Hällristning                |              | Ramdala, Blekinge   |       | 56.193500, 15.765218 | 12000000127082 | Ladda upp en bild av detta fornminne |
| Ramdala 196   | Hällristning                |              | Ramdala, Blekinge   |       | 56.193356, 15.765387 | 12000000127084 | Ladda upp en bild av detta fornminne |
| Ramdala 198   | Stensättning                |              | Ramdala, Blekinge   |       | 56.201028, 15.753490 | 12000000127337 | Ladda upp en bild av detta fornminne |
| Ramdala 200   | Hällristning                |              | Ramdala, Blekinge   |       | 56.193600, 15.764553 | 12000000127340 | Ladda upp en bild av detta fornminne |
| Ramdala 201   | Hällristning                |              | Ramdala, Blekinge   |       | 56.193535, 15.765138 | 12000000127342 | Ladda upp en bild av detta fornminne |
| Ramdala 207   | Hällristning                |              | Ramdala, Blekinge   |       | 56.193450, 15.765334 | 12000000127621 | Ladda upp en bild av detta fornminne |
| Ramdala 208   | Hällristning                |              | Ramdala, Blekinge   |       | 56.192120, 15.766375 | 12000000127625 | Ladda upp en bild av detta fornminne |
| Ramdala 209   | Hällristning                |              | Ramdala, Blekinge   |       | 56.193938, 15.764383 | 12000000129410 | Ladda upp en bild av detta fornminne |
| Ramdala 210   | Hällristning                |              | Ramdala, Blekinge   |       | 56.193660, 15.764845 | 12000000129412 | Ladda upp en bild av detta fornminne |
| Ramdala 211   | Hällristning                |              | Ramdala, Blekinge   |       | 56.191558, 15.766592 | 12000000129414 | Ladda upp en bild av detta fornminne |
| Ramdala 212   | Hällristning                |              | Ramdala, Blekinge   |       | 56.191294, 15.766351 | 12000000129416 | Ladda upp en bild av detta fornminne |

## Rödeby
| Namn        | Lämningstyp                 | Tillkomsttid | Historisk indelning | Plats | Läge                 | ID-nr          | Bild                                 |
| ----------- | --------------------------- | ------------ | ------------------- | ----- | -------------------- | -------------- | ------------------------------------ |
| Rödeby 15:1 | Grav markerad av sten/block |              | Rödeby, Blekinge    |       | 56.249815, 15.622838 | 10101200150001 | Ladda upp en bild av detta fornminne |
| Rödeby 15:3 | Grav markerad av sten/block |              | Rödeby, Blekinge    |       | 56.249486, 15.623968 | 10101200150003 | Ladda upp en bild av detta fornminne |
| Rödeby 20:1 | Grav markerad av sten/block |              | Rödeby, Blekinge    |       | 56.313561, 15.692214 | 10101200200001 | Ladda upp en bild av detta fornminne |
| Rödeby 21:1 | Grav markerad av sten/block |              | Rödeby, Blekinge    |       | 56.243882, 15.637336 | 10101200210001 | Ladda upp en bild av detta fornminne |
| Rödeby 31:1 | Grav markerad av sten/block |              | Rödeby, Blekinge    |       | 56.282024, 15.697501 | 10101200310001 | Ladda upp en bild av detta fornminne |
| Rödeby 50   | Röse                        |              | Rödeby, Blekinge    |       | 56.233628, 15.653122 | 12000000130843 | Ladda upp en bild av detta fornminne |

## Sillhövda
| Namn                       | Lämningstyp | Tillkomsttid | Historisk indelning | Plats | Läge                 | ID-nr          | Bild                                      |
| -------------------------- | ----------- | ------------ | ------------------- | ----- | -------------------- | -------------- | ----------------------------------------- |
| Gåsanabben (Sillhövda 7:1) | Borg        |              | Sillhövda, Blekinge |       | 56.476865, 15.535190 | 10101300070001 | Ladda upp en till bild av detta fornminne |

## Sturkö
| Namn                                | Lämningstyp  | Tillkomsttid | Historisk indelning | Plats | Läge                 | ID-nr          | Bild                                 |
| ----------------------------------- | ------------ | ------------ | ------------------- | ----- | -------------------- | -------------- | ------------------------------------ |
| Sturkö 3:1                          | Röse         |              | Sturkö, Blekinge    |       | 56.107452, 15.680633 | 10101400030001 | Ladda upp en bild av detta fornminne |
| Sturköstenen / DR 363 (Sturkö 13:1) | Runristning  |              | Sturkö, Blekinge    |       | 56.113399, 15.724597 | 10101400130001 | Ladda upp en bild av detta fornminne |
| Sturkö 15:1                         | Fiskeläge    |              | Sturkö, Blekinge    |       | 56.062409, 15.726748 | 10101400150001 | Ladda upp en bild av detta fornminne |
| Sturkö 16:1                         | Fiskeläge    |              | Sturkö, Blekinge    |       | 56.061812, 15.729211 | 10101400160001 | Ladda upp en bild av detta fornminne |
| Sturkö 17:1                         | Fiskeläge    |              | Sturkö, Blekinge    |       | 56.062073, 15.730594 | 10101400170001 | Ladda upp en bild av detta fornminne |
| Sturkö 20:1                         | Stensättning |              | Sturkö, Blekinge    |       | 56.075649, 15.712498 | 10101400200001 | Ladda upp en bild av detta fornminne |
| Sturkö 21:1                         | Fiskeläge    |              | Sturkö, Blekinge    |       | 56.067446, 15.716881 | 10101400210001 | Ladda upp en bild av detta fornminne |
| Hedningakåsarna (Sturkö 22:1)       | Fiskeläge    |              | Sturkö, Blekinge    |       | 56.082600, 15.663924 | 10101400220001 | Ladda upp en bild av detta fornminne |
| Sturkö 27:1                         | Stensättning |              | Sturkö, Blekinge    |       | 56.073169, 15.712987 | 10101400270001 | Ladda upp en bild av detta fornminne |

## Tjurkö
| Namn       | Lämningstyp                 | Tillkomsttid | Historisk indelning | Plats | Läge                 | ID-nr          | Bild                                 |
| ---------- | --------------------------- | ------------ | ------------------- | ----- | -------------------- | -------------- | ------------------------------------ |
| Tjurkö 1:1 | Grav markerad av sten/block |              | Tjurkö, Blekinge    |       | 56.115199, 15.603895 | 10101600010001 | Ladda upp en bild av detta fornminne |
| Tjurkö 4:1 | Grav markerad av sten/block |              | Tjurkö, Blekinge    |       | 56.129338, 15.630851 | 10101600040001 | Ladda upp en bild av detta fornminne |

## Torhamn
| Namn                            | Lämningstyp                 | Tillkomsttid | Historisk indelning | Plats | Läge                 | ID-nr          | Bild                                      |
| ------------------------------- | --------------------------- | ------------ | ------------------- | ----- | -------------------- | -------------- | ----------------------------------------- |
| Torhamn 1:1                     | Gravfält                    |              | Torhamn, Blekinge   |       | 56.077750, 15.840709 | 10101700010001 | Ladda upp en bild av detta fornminne      |
| Torhamn 3:1                     | Röse                        |              | Torhamn, Blekinge   |       | 56.076476, 15.844487 | 10101700030001 | Ladda upp en bild av detta fornminne      |
| Torhamn 4:1                     | Röse                        |              | Torhamn, Blekinge   |       | 56.075202, 15.845518 | 10101700040001 | Ladda upp en bild av detta fornminne      |
| Pysslingebacken (Torhamn 5:1)   | Hög                         |              | Torhamn, Blekinge   |       | 56.101030, 15.858965 | 10101700050001 | Ladda upp en bild av detta fornminne      |
| Hästhallen (Torhamn 11:1)       | Hällristning                |              | Torhamn, Blekinge   |       | 56.118319, 15.835237 | 10101700110001 | Ladda upp en till bild av detta fornminne |
| Fläskosastenen (Torhamn 12:1)   | Hällristning                |              | Torhamn, Blekinge   |       | 56.120832, 15.831251 | 10101700120001 | Ladda upp en bild av detta fornminne      |
| Torhamn 13:1                    | Grav markerad av sten/block |              | Torhamn, Blekinge   |       | 56.142467, 15.843221 | 10101700130001 | Ladda upp en bild av detta fornminne      |
| Torhamn 15:1                    | Gravfält                    |              | Torhamn, Blekinge   |       | 56.141414, 15.840640 | 10101700150001 | Ladda upp en bild av detta fornminne      |
| Torhamn 16:1                    | Hög                         |              | Torhamn, Blekinge   |       | 56.138591, 15.786426 | 10101700160001 | Ladda upp en bild av detta fornminne      |
| Torhamn 17:1                    | Hällristning                |              | Torhamn, Blekinge   |       | 56.131405, 15.884631 | 10101700170001 | Ladda upp en bild av detta fornminne      |
| Torhamn 18:1                    | Hällristning                |              | Torhamn, Blekinge   |       | 56.130367, 15.893285 | 10101700180001 | Ladda upp en till bild av detta fornminne |
| Fürstska klippan (Torhamn 20:1) | Hällristning                |              | Torhamn, Blekinge   |       | 56.158739, 15.893055 | 10101700200001 | Ladda upp en bild av detta fornminne      |
| Torhamn 21:1                    | Fiskeläge                   |              | Torhamn, Blekinge   |       | 56.057364, 15.824460 | 10101700210001 | Ladda upp en bild av detta fornminne      |
| Torhamn 26:1                    | Fiskeläge                   |              | Torhamn, Blekinge   |       | 56.052883, 15.764640 | 10101700260001 | Ladda upp en bild av detta fornminne      |
| Kyrkestycket (Torhamn 27:1)     | Kyrka/kapell                |              | Torhamn, Blekinge   |       | 56.029727, 15.797285 | 10101700270001 | Ladda upp en bild av detta fornminne      |
| Torhamn 28:1                    | Fiskeläge                   |              | Torhamn, Blekinge   |       | 56.016546, 15.777478 | 10101700280001 | Ladda upp en bild av detta fornminne      |
| Torhamn 30:1                    | Fiskeläge                   |              | Torhamn, Blekinge   |       | 56.053554, 15.807669 | 10101700300001 | Ladda upp en bild av detta fornminne      |
| Tomtö (Torhamn 34:1)            | Fornborg                    |              | Torhamn, Blekinge   |       | 56.147035, 15.814381 | 10101700340001 | Ladda upp en bild av detta fornminne      |
| Torhamn 35:1                    | Grav markerad av sten/block |              | Torhamn, Blekinge   |       | 56.187404, 15.913794 | 10101700350001 | Ladda upp en bild av detta fornminne      |
| Torhamn 38:1                    | Stenkrets                   |              | Torhamn, Blekinge   |       | 56.184361, 15.956208 | 10101700380001 | Ladda upp en bild av detta fornminne      |
| Torhamn 39:1                    | Röse                        |              | Torhamn, Blekinge   |       | 56.123939, 15.789855 | 10101700390001 | Ladda upp en bild av detta fornminne      |
| Torhamn 40:1                    | Stensättning                |              | Torhamn, Blekinge   |       | 56.084145, 15.775017 | 10101700400001 | Ladda upp en bild av detta fornminne      |
| Torhamn 42:1                    | Hällristning                |              | Torhamn, Blekinge   |       | 56.155767, 15.881182 | 10101700420001 | Ladda upp en bild av detta fornminne      |
| Torhamn 44:1                    | Stensättning                |              | Torhamn, Blekinge   |       | 56.122427, 15.788543 | 10101700440001 | Ladda upp en bild av detta fornminne      |
| Torhamn 45:1                    | Hällristning                |              | Torhamn, Blekinge   |       | 56.117682, 15.833440 | 10101700450001 | Ladda upp en bild av detta fornminne      |
| Torhamn 51:1                    | Spärranordning              |              | Torhamn, Blekinge   |       | 56.123853, 15.784062 | 10101700510001 | Ladda upp en bild av detta fornminne      |
| Torhamn 53:1                    | Kyrka/kapell                |              | Torhamn, Blekinge   |       | 56.094922, 15.832852 | 10101700530001 | Ladda upp en bild av detta fornminne      |
| Torhamn 55:3                    | Brunn/kallkälla             |              | Torhamn, Blekinge   |       | 56.064103, 15.767665 | 10101700550003 | Ladda upp en bild av detta fornminne      |
| Torhamn 57:1                    | Stensättning                |              | Torhamn, Blekinge   |       | 56.055768, 15.771936 | 10101700570001 | Ladda upp en bild av detta fornminne      |
| Torhamn 58:1                    | Stensättning                |              | Torhamn, Blekinge   |       | 56.057285, 15.771315 | 10101700580001 | Ladda upp en bild av detta fornminne      |
| Torhamn 66:1                    | Fiskeläge                   |              | Torhamn, Blekinge   |       | 56.054521, 15.763095 | 10101700660001 | Ladda upp en bild av detta fornminne      |
| Torhamn 68:1                    | Stensättning                |              | Torhamn, Blekinge   |       | 56.066786, 15.739515 | 10101700680001 | Ladda upp en bild av detta fornminne      |
| Torhamn 79:1                    | Stensättning                |              | Torhamn, Blekinge   |       | 56.072244, 15.787102 | 10101700790001 | Ladda upp en bild av detta fornminne      |
| Torhamn 80:1                    | Stensättning                |              | Torhamn, Blekinge   |       | 56.073681, 15.787984 | 10101700800001 | Ladda upp en bild av detta fornminne      |
| Torhamn 80:2                    | Stensättning                |              | Torhamn, Blekinge   |       | 56.073762, 15.787708 | 10101700800002 | Ladda upp en bild av detta fornminne      |
| Torhamn 87:1                    | Stensättning                |              | Torhamn, Blekinge   |       | 56.016851, 15.778502 | 10101700870001 | Ladda upp en bild av detta fornminne      |
| Torhamn 91:1                    | Fiskeläge                   |              | Torhamn, Blekinge   |       | 55.952763, 15.700757 | 10101700910001 | Ladda upp en bild av detta fornminne      |
| Torhamn 110                     | Spärranordning              |              | Torhamn, Blekinge   |       | 56.145330, 15.806957 | 18000000070697 | Ladda upp en bild av detta fornminne      |
| Torhamn 111                     | Spärranordning              |              | Torhamn, Blekinge   |       | 56.122864, 15.784058 | 18000000070698 | Ladda upp en bild av detta fornminne      |
| Torhamn 112                     | Gravfält                    |              | Torhamn, Blekinge   |       | 56.123472, 15.789521 | 12000000074150 | Ladda upp en bild av detta fornminne      |
| Torhamn 113                     | Röse                        |              | Torhamn, Blekinge   |       | 56.123342, 15.791558 | 12000000074152 | Ladda upp en bild av detta fornminne      |
| Torhamn 114                     | Hällristning                |              | Torhamn, Blekinge   |       | 56.122922, 15.796221 | 12000000074153 | Ladda upp en bild av detta fornminne      |
| Torhamn 115                     | Stensättning                |              | Torhamn, Blekinge   |       | 56.123382, 15.791736 | 12000000074155 | Ladda upp en bild av detta fornminne      |
| Torhamn 116                     | Stensättning                |              | Torhamn, Blekinge   |       | 56.124588, 15.793090 | 12000000074156 | Ladda upp en bild av detta fornminne      |
| Torhamn 117                     | Hällristning                |              | Torhamn, Blekinge   |       | 56.123085, 15.796622 | 12000000074157 | Ladda upp en bild av detta fornminne      |
| Torhamn 127                     | Stensättning                |              | Torhamn, Blekinge   |       | 56.158845, 15.880943 | 12000000100450 | Ladda upp en bild av detta fornminne      |
| Torhamn 128                     | Hällristning                |              | Torhamn, Blekinge   |       | 56.158019, 15.892955 | 12000000100451 | Ladda upp en bild av detta fornminne      |
| Torhamn 129                     | Gravfält                    |              | Torhamn, Blekinge   |       | 56.157845, 15.880271 | 12000000100454 | Ladda upp en bild av detta fornminne      |
| Torhamn 130                     | Hällristning                |              | Torhamn, Blekinge   |       | 56.158489, 15.892724 | 12000000100457 | Ladda upp en bild av detta fornminne      |
| Torhamn 131                     | Stensättning                |              | Torhamn, Blekinge   |       | 56.157322, 15.880853 | 12000000100459 | Ladda upp en bild av detta fornminne      |
| Torhamn 133                     | Hällristning                |              | Torhamn, Blekinge   |       | 56.158435, 15.892691 | 12000000100461 | Ladda upp en bild av detta fornminne      |
| Torhamn 134                     | Hällristning                |              | Torhamn, Blekinge   |       | 56.158317, 15.882897 | 12000000100464 | Ladda upp en bild av detta fornminne      |
| Torhamn 135                     | Grav markerad av sten/block |              | Torhamn, Blekinge   |       | 56.157065, 15.878767 | 12000000100466 | Ladda upp en bild av detta fornminne      |
| Torhamn 136                     | Hällristning                |              | Torhamn, Blekinge   |       | 56.159079, 15.881214 | 12000000100467 | Ladda upp en bild av detta fornminne      |
| Torhamn 137                     | Hällristning                |              | Torhamn, Blekinge   |       | 56.157493, 15.880297 | 12000000100469 | Ladda upp en bild av detta fornminne      |
| Torhamn 138                     | Stensättning                |              | Torhamn, Blekinge   |       | 56.158537, 15.892898 | 12000000100473 | Ladda upp en bild av detta fornminne      |
| Torhamn 140                     | Hällristning                |              | Torhamn, Blekinge   |       | 56.159525, 15.894090 | 12000000100476 | Ladda upp en bild av detta fornminne      |
| Torhamn 141                     | Hällristning                |              | Torhamn, Blekinge   |       | 56.158585, 15.882659 | 12000000100478 | Ladda upp en bild av detta fornminne      |
| Torhamn 142                     | Hällristning                |              | Torhamn, Blekinge   |       | 56.158584, 15.882738 | 12000000100481 | Ladda upp en bild av detta fornminne      |
| Torhamn 143                     | Grav markerad av sten/block |              | Torhamn, Blekinge   |       | 56.157102, 15.878798 | 12000000100483 | Ladda upp en bild av detta fornminne      |
| Torhamn 144                     | Stensättning                |              | Torhamn, Blekinge   |       | 56.119739, 15.833182 | 12000000100484 | Ladda upp en bild av detta fornminne      |
| Torhamn 145                     | Stensättning                |              | Torhamn, Blekinge   |       | 56.119643, 15.832984 | 12000000100485 | Ladda upp en bild av detta fornminne      |
| Torhamn 146                     | Hällristning                |              | Torhamn, Blekinge   |       | 56.116842, 15.832402 | 12000000100486 | Ladda upp en bild av detta fornminne      |
| Torhamn 147                     | Hällristning                |              | Torhamn, Blekinge   |       | 56.119808, 15.832734 | 12000000100488 | Ladda upp en bild av detta fornminne      |
| Torhamn 150                     | Hällristning                |              | Torhamn, Blekinge   |       | 56.122605, 15.829104 | 12000000100492 | Ladda upp en bild av detta fornminne      |
| Torhamn 152                     | Hällristning                |              | Torhamn, Blekinge   |       | 56.123948, 15.829356 | 12000000100495 | Ladda upp en bild av detta fornminne      |
| Torhamn 153                     | Hällristning                |              | Torhamn, Blekinge   |       | 56.121083, 15.829260 | 12000000100497 | Ladda upp en bild av detta fornminne      |
| Torhamn 154                     | Hällristning                |              | Torhamn, Blekinge   |       | 56.118464, 15.828216 | 12000000100500 | Ladda upp en bild av detta fornminne      |
| Torhamn 155                     | Hällristning                |              | Torhamn, Blekinge   |       | 56.124335, 15.837571 | 12000000100502 | Ladda upp en bild av detta fornminne      |
| Torhamn 156                     | Hällristning                |              | Torhamn, Blekinge   |       | 56.117521, 15.832337 | 12000000100504 | Ladda upp en bild av detta fornminne      |
| Torhamn 157                     | Hällristning                |              | Torhamn, Blekinge   |       | 56.123944, 15.838165 | 12000000100506 | Ladda upp en bild av detta fornminne      |
| Torhamn 158                     | Hällristning                |              | Torhamn, Blekinge   |       | 56.116975, 15.832521 | 12000000100508 | Ladda upp en bild av detta fornminne      |
| Torhamn 160                     | Hällristning                |              | Torhamn, Blekinge   |       | 56.122630, 15.840370 | 12000000100511 | Ladda upp en bild av detta fornminne      |
| Torhamn 161                     | Hällristning                |              | Torhamn, Blekinge   |       | 56.116657, 15.833247 | 12000000100513 | Ladda upp en bild av detta fornminne      |
| Torhamn 163                     | Hällristning                |              | Torhamn, Blekinge   |       | 56.117742, 15.834027 | 12000000100516 | Ladda upp en bild av detta fornminne      |
| Torhamn 164                     | Hällristning                |              | Torhamn, Blekinge   |       | 56.124460, 15.837400 | 12000000100518 | Ladda upp en bild av detta fornminne      |
| Torhamn 165                     | Röse                        |              | Torhamn, Blekinge   |       | 56.133634, 15.810628 | 12000000103057 | Ladda upp en bild av detta fornminne      |
| Torhamn 170                     | Hällristning                |              | Torhamn, Blekinge   |       | 56.127078, 15.815197 | 12000000114724 | Ladda upp en bild av detta fornminne      |
| Torhamn 173                     | Hällristning                |              | Torhamn, Blekinge   |       | 56.136874, 15.818730 | 12000000114727 | Ladda upp en bild av detta fornminne      |
| Torhamn 180                     | Stensättning                |              | Torhamn, Blekinge   |       | 56.124393, 15.818310 | 12000000114762 | Ladda upp en bild av detta fornminne      |
| Torhamn 181                     | Stensättning                |              | Torhamn, Blekinge   |       | 56.131037, 15.808973 | 12000000114763 | Ladda upp en bild av detta fornminne      |
| Torhamn 182                     | Hällristning                |              | Torhamn, Blekinge   |       | 56.134192, 15.840372 | 12000000114988 | Ladda upp en bild av detta fornminne      |
| Torhamn 183                     | Hällristning                |              | Torhamn, Blekinge   |       | 56.134650, 15.840275 | 12000000114989 | Ladda upp en bild av detta fornminne      |
| Torhamn 184                     | Hällristning                |              | Torhamn, Blekinge   |       | 56.134503, 15.841368 | 12000000114990 | Ladda upp en bild av detta fornminne      |
| Torhamn 185                     | Hällristning                |              | Torhamn, Blekinge   |       | 56.134470, 15.841560 | 12000000114991 | Ladda upp en bild av detta fornminne      |
| Torhamn 186                     | Hällristning                |              | Torhamn, Blekinge   |       | 56.139705, 15.844529 | 12000000114994 | Ladda upp en bild av detta fornminne      |
| Torhamn 188                     | Hällristning                |              | Torhamn, Blekinge   |       | 56.138507, 15.843095 | 12000000115000 | Ladda upp en bild av detta fornminne      |
| Torhamn 195                     | Stensättning                |              | Torhamn, Blekinge   |       | 56.168345, 15.889317 | 12000000125702 | Ladda upp en bild av detta fornminne      |
| Torhamn 198                     | Stensättning                |              | Torhamn, Blekinge   |       | 56.180107, 15.914235 | 12000000125993 | Ladda upp en bild av detta fornminne      |

## Tving
| Namn                   | Lämningstyp                 | Tillkomsttid | Historisk indelning | Plats | Läge                 | ID-nr          | Bild                                 |
| ---------------------- | --------------------------- | ------------ | ------------------- | ----- | -------------------- | -------------- | ------------------------------------ |
| Tving 102:1            | Stensättning                |              | Tving, Blekinge     |       | 56.281443, 15.466643 | 10101801020001 | Ladda upp en bild av detta fornminne |
| Tving 102:2            | Stensättning                |              | Tving, Blekinge     |       | 56.281316, 15.466502 | 10101801020002 | Ladda upp en bild av detta fornminne |
| Tving 102:3            | Stensättning                |              | Tving, Blekinge     |       | 56.281201, 15.466810 | 10101801020003 | Ladda upp en bild av detta fornminne |
| Tving 103:1            | Stenkrets                   |              | Tving, Blekinge     |       | 56.290302, 15.423632 | 10101801030001 | Ladda upp en bild av detta fornminne |
| Tving 103:2            | Stensättning                |              | Tving, Blekinge     |       | 56.290209, 15.423494 | 10101801030002 | Ladda upp en bild av detta fornminne |
| Tving 104:1            | Stensättning                |              | Tving, Blekinge     |       | 56.284120, 15.420137 | 10101801040001 | Ladda upp en bild av detta fornminne |
| Tving 105:1            | Stensättning                |              | Tving, Blekinge     |       | 56.288311, 15.415547 | 10101801050001 | Ladda upp en bild av detta fornminne |
| Tving 106:1            | Stensättning                |              | Tving, Blekinge     |       | 56.288978, 15.478868 | 10101801060001 | Ladda upp en bild av detta fornminne |
| Tving 107:1            | Röse                        |              | Tving, Blekinge     |       | 56.286106, 15.479880 | 10101801070001 | Ladda upp en bild av detta fornminne |
| Tving 108:1            | Stensättning                |              | Tving, Blekinge     |       | 56.294993, 15.479514 | 10101801080001 | Ladda upp en bild av detta fornminne |
| Tving 108:2            | Stensättning                |              | Tving, Blekinge     |       | 56.294889, 15.479524 | 10101801080002 | Ladda upp en bild av detta fornminne |
| Milasten (Tving 109:1) | Grav markerad av sten/block |              | Tving, Blekinge     |       | 56.302486, 15.471021 | 10101801090001 | Ladda upp en bild av detta fornminne |
| Tving 110:1            | Stensättning                |              | Tving, Blekinge     |       | 56.290850, 15.492197 | 10101801100001 | Ladda upp en bild av detta fornminne |
| Tving 111:1            | Hällristning                |              | Tving, Blekinge     |       | 56.324026, 15.442236 | 10101801110001 | Ladda upp en bild av detta fornminne |
| Tving 277              | Röse                        |              | Tving, Blekinge     |       | 56.296474, 15.494718 | 12000000013838 | Ladda upp en bild av detta fornminne |
| Tving 283              | Röse                        |              | Tving, Blekinge     |       | 56.294754, 15.491157 | 12000000013848 | Ladda upp en bild av detta fornminne |
| Tving 559              | Röse                        |              | Tving, Blekinge     |       | 56.311246, 15.442228 | 12000000054728 | Ladda upp en bild av detta fornminne |
| Tving 561              | Röse                        |              | Tving, Blekinge     |       | 56.311272, 15.442069 | 12000000054730 | Ladda upp en bild av detta fornminne |
| Tving 563              | Röse                        |              | Tving, Blekinge     |       | 56.310691, 15.440202 | 12000000054732 | Ladda upp en bild av detta fornminne |
| Tving 591              | Röse                        |              | Tving, Blekinge     |       | 56.306579, 15.451790 | 12000000054846 | Ladda upp en bild av detta fornminne |
| Tving 595              | Röse                        |              | Tving, Blekinge     |       | 56.307678, 15.453513 | 12000000054850 | Ladda upp en bild av detta fornminne |
| Tving 596              | Stensättning                |              | Tving, Blekinge     |       | 56.292629, 15.480115 | 12000000054851 | Ladda upp en bild av detta fornminne |
| Tving 605              | Röse                        |              | Tving, Blekinge     |       | 56.306581, 15.445236 | 12000000054860 | Ladda upp en bild av detta fornminne |